# Boeing B-52 Stratofortress
Boeing B-52 Stratofortress (n.đ. 'Pháo đài tầng bình lưu') là máy bay ném bom hạng nặng phản lực được Không quân Hoa Kỳ (USAF) sử dụng từ năm Hàng không năm 1955, thay thế cho các kiểu Convair B-36 và Boeing B-47. Được chế tạo để mang vũ khí hạt nhân cho một cuộc Chiến tranh hạt nhân, nhưng nó chưa bao giờ thực hiện vai trò này trong thực tế, mà thay vào đó nó được dùng để thả các loại bom, tên lửa thông thường trong các cuộc chiến tranh. B-52 là chiếc máy bay ném bom có tầm bay xa không cần tiếp nhiên liệu dài nhất, và mang được đến 27 tới 33 tấn (60.000 - 73.000 lb) vũ khí.
Không lực Mỹ bắt đầu đưa B-52 vào hoạt động năm 1955 trong các đơn vị thuộc Bộ chỉ huy Không quân Chiến lược, sau được sáp nhập vào Bộ chỉ huy Không quân năm 1991. Tầm bay rất xa ở tốc độ cận âm và chi phí vận hành tương đối rẻ đã duy trì chiếc B-52 trong phục vụ cho dù từng có những đề nghị để thay thế nó bằng kiểu máy bay siêu âm XB-70 Valkyrie, kiểu siêu âm B-1B Lancer, và kiểu tàng hình B-2 Spirit. Đến tháng 1 năm 2005, nó trở thành kiểu máy bay thứ hai, sau chiếc English Electric Canberra, đánh dấu 50 năm phục vụ liên tục trong quân đội. Đến tháng 1 năm 2015, B-52 trở thành loại máy bay duy nhất đạt thành tích phục vụ quân đội Mỹ trong suốt 60 năm.
Tổng cộng đã có 744 chiếc B-52 được chế tạo. Tính đến năm 2018, chỉ còn 75 chiếc B-52 tiếp tục phục vụ trong không quân Mỹ, số còn lại đã bị phá hủy trong chiến đấu, do tai nạn hoặc do bị tháo dỡ, một số ít thì được đưa vào bảo tàng. Đã có 31 chiếc B-52 đã bị phá hủy và hàng chục chiếc khác bị hư hại trong chiến tranh Việt Nam, cuộc chiến duy nhất mà B-52 chịu tổn thất bởi hỏa lực đối phương. Tính đến năm 2018, trong số 744 chiếc B-52, có 94 chiếc bị rơi do tai nạn, chiếm 12,6% số B-52 được chế tạo
Có thể được xem như "một đối trọng" với B-52 của Không lực Mỹ, máy bay ném bom chiến lược sử dụng động cơ tuốc bin cánh quạt Tu-95 vẫn tiếp tục hoạt động trong Không quân Nga kể từ năm 1956 tới nay, năm 2018 không quân Nga vẫn duy trì 60 chiếc Tu-95 trong tình trạng hoạt động tốt. Một phần lý do dẫn tới quãng thời gian hoạt động cao và sự hữu dụng này, giống như B-52, đó là Tu-95 thích hợp chuyển đổi sử dụng cho nhiều mục đích. Thậm chí xét về độ bền bỉ, Tu-95 còn vượt trội hơn B-52: tính đến năm 2018, trong số trên 500 chiếc Tu-95 được chế tạo, chỉ có 13 chiếc bị mất do tai nạn, tỷ lệ tai nạn chỉ là 2,6%

## Thiết kế và phát triển
Ngày 23 tháng 11 năm 1945, Không quân Hoa Kỳ công bố bản tiêu chuẩn tính năng kỹ thuật cho một chiếc máy bay ném bom chiến lược mới. Nó sẽ có một đội bay năm người cộng thêm các xạ thủ tháp súng và một nhân viên phi hành đoàn bổ sung. Nó phải đạt vận tốc bay đường trường 480 km/h (240 knot, 300 mph) ở độ cao 10.365 m (34.000 ft) và một bán kính chiến đấu 8.050 km (4.340 hải lý, 5.000 dặm). Vũ khí trang bị phải là một số (không xác định số lượng chính xác) pháo 20 mm và 4.535 kg (10.000 lb) bom. Đến ngày 13 tháng 2 năm 1946, Không quân công bố việc mời thầu cho những tính năng này, và các hãng Boeing, Consolidated Aircraft, và Glenn L. Martin Company đã đưa ra các đề án. 

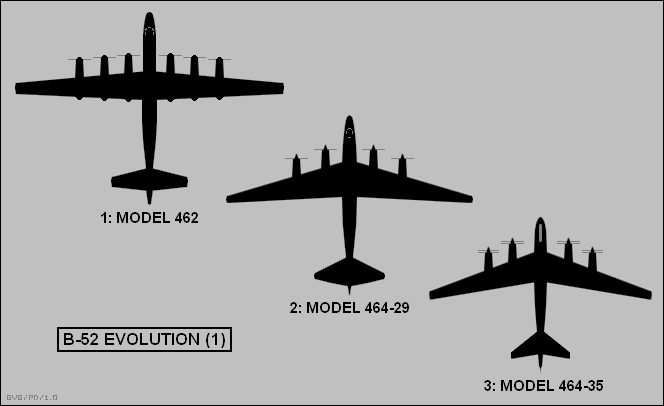
Kiểu 462 đến 464-35

Ngày 5 tháng 6 năm 1946, chiếc Kiểu 462xem bên phải của Boeing, một máy bay cánh thẳng lắp sáu động cơ turbo cánh quạt Wright T-35, trọng lượng 163.295 kg (360.000 lb) và bán kính chiến đấu 5.010 km (2.700 hải lý, 3.110 dặm), được công bố là máy bay thắng thầu. Ngày 28 tháng 6 năm 1946, Boeing được ký hợp đồng trị giá 1,7 triệu Đô la (giá trị năm 1946, tương đương 17,5 triệu Đô la 2006) để chế tạo một mô hình mẫu kích thước thật của chiếc máy bay mới XB-52 để thực hiện các giải pháp kỹ thuật và thử nghiệm ban đầu. Tuy nhiên, đến tháng 10 năm 1946, Không lực bắt đầu nêu lên sự lo ngại về kích thước tuyệt đối của chiếc máy bay mới và khả năng không đáp ứng được các tiêu chuẩn đã đề ra. Để đáp ứng, Boeing đưa ra  Kiểu 464, một phiên bản 4-động cơ nhỏ hơn, trọng lượng 104.325 kg (230.000 lb), được tin tưởng trong một lúc ngắn là sẽ được chấp nhận.
Rồi đến tháng tháng 11 năm 1946, Curtis LeMay (lúc đó đang là Tham mưu phó Nghiên cứu và Phát triển Không lực) nhấn mạnh đến yêu cầu phải có tốc độ bay đường trường 645 km/h (345 knot, 400 mph), nên Boeing đã đáp ứng bằng một kiểu máy bay nặng 136.080 kg (300.000 lb). Tháng 12 năm 1946, Boeing được yêu cầu thay đổi thiết kế trở thành một máy bay ném bom 4-động cơ có tốc độ tối đa 400 mph, tầm bay xa 19.320 km (10.430 hải lý, 12.000 dặm), và có khả năng mang vũ khí hạt nhân. Chiếc máy bay có thể nặng đến 217.725 kg (480.000 lb). Boeing đáp ứng bằng hai kiểu máy bay cùng gắn động cơ turbo cánh quạt T-35. Kiểu 464-16 là máy bay ném bom hạt nhân tải trọng bom 10.000 lb, trong khi Kiểu 464-17 là máy bay ném bom thông thường tải trọng bom được 40.825 kg (90.000 lb).
Do vấn đề chi phí để trang bị hai kiểu máy bay chuyên biệt, Không lực chọn Kiểu 464-17 với thỏa thuận rằng nó có thể cải biến thành vai trò tấn công hạt nhân. Khi các tính năng yêu cầu được cập nhật vào tháng 6 năm 1947, Kiểu 464-17 đáp ứng tất cả các đòi hỏi ngoại trừ tầm bay xa. Hơn nữa, toàn bộ chương trình bị phụ thuộc vào khả năng cung cấp động cơ T-35 của hãng Curtiss-Wright.

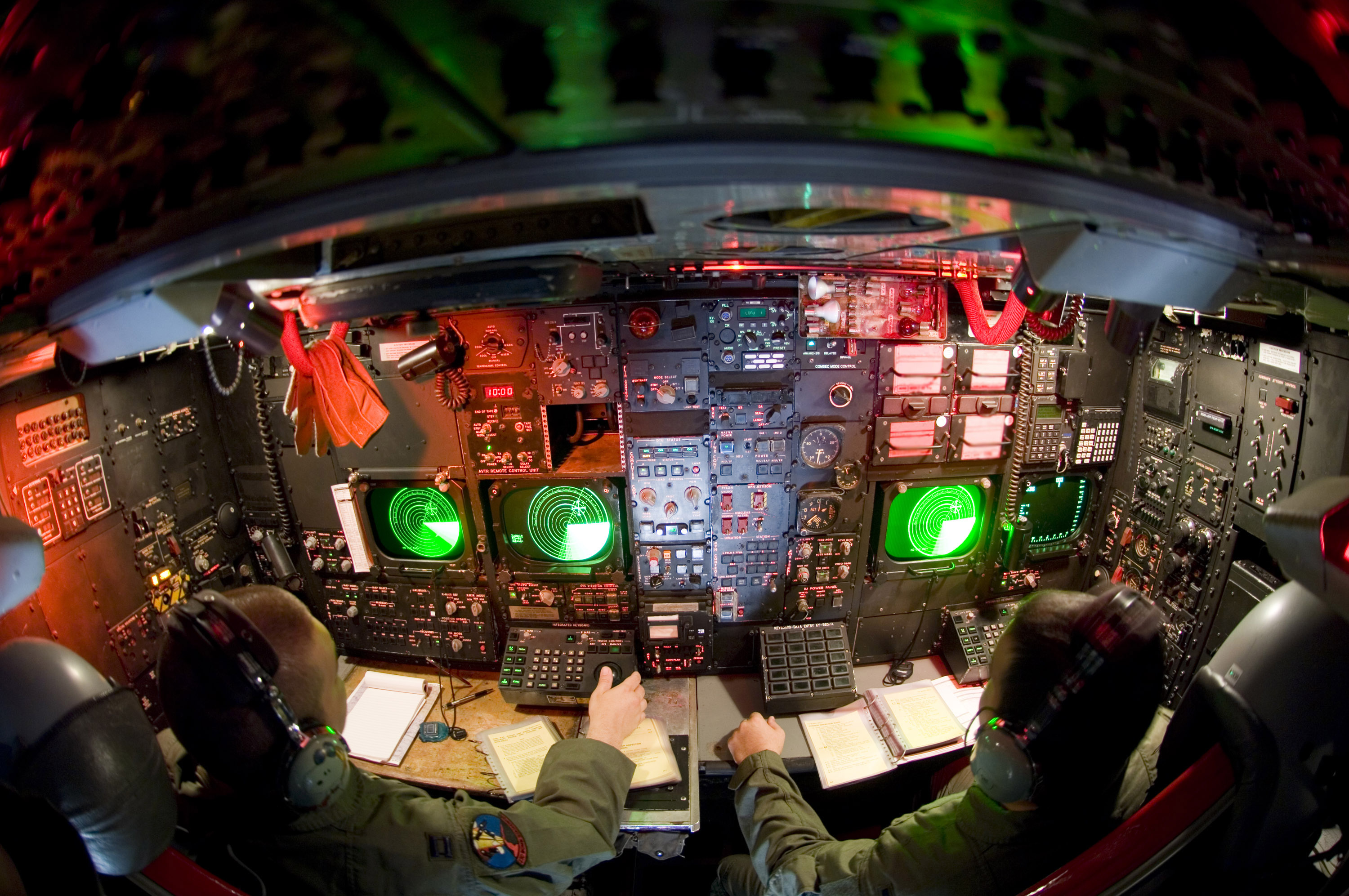
Buồng lái của B-52

Đến lúc đó thì đã rõ là, cho dù với những tính năng đã được cập nhật, chiếc XB-52 cũng sẽ trở nên lạc hậu vào lúc được đưa ra sản xuất, mà tính năng cũng chỉ nhỉnh hơn chiếc Convair B-36 mà thôi. Kết quả là, toàn bộ chương trình bị tạm dừng trong sáu tháng. Trong thời gian này, Boeing tiếp tục hoàn thiện thiết kế được tích lũy qua chiếc Kiểu 464-29 có tốc độ tối đa 730 km/h (395 knots, 455 mph) và tầm bay 5.000 dặm. Đến tháng 9 năm 1947, Ủy ban Ném bom Hạng nặng đã thu xếp để xác định các yêu cầu của một máy bay ném bom hạt nhân. Chính thức công bố ngày 8 tháng 12 năm 1947, nó yêu cầu một tốc độ tối đa 805 km/h (435 knot, 500 mph) và tầm bay 12.880 km (6.955 hải lý, 8.000 dặm), vượt xa những khả năng của 464-29. Đội bay được yêu cầu rút gọn còn 5 người và chỉ trang bị vũ khí tự vệ duy nhất là tháp súng đuôi.
Việc hủy bỏ toàn bộ hợp đồng với Boeing vào tháng 12 năm 1947 được tạm ngưng sau lời kêu nài của Chủ tịch Boeing William McPherson Allen, và đến tháng 1 năm 1948 Boeing được lệnh khảo sát kỹ càng mọi tiến bộ kỹ thuật gần nhất, bao gồm tiếp nhiên liệu trên không và cánh bay. Nhận thức được những vấn đề về độ ổn định và điều khiển mà Northrop gặp phải với những kiểu cánh bay ném bom thử nghiệm YB-35 và YB-49, Boeing vẫn khăng khăng dựa trên cấu trúc một máy bay thông thường, và đến tháng 4 năm 1948 họ đề nghị một kiểu thiết kế mới, trị giá hợp đồng 30 triệu Đô la (năm 1948, tương đương với 250 triệu Đô la năm 2006) cho việc thiết kế, chế tạo và thử nghiệm hai chiếc nguyên mẫu Kiểu 464-35. Các hiệu chỉnh khác tính năng yêu cầu trong năm 1948 đưa đến kết quả là một chiếc máy bay có tốc độ tối đa 825 km/h (445 knot, 513 mph) ở 10.670 m (35.000 ft), tầm bay 11.125 km (6.005 hải lý, 6.909 dặm), và trọng lượng 127.000 kg (280.000 lb) bao gồm 10.000 lb bom và 75.225 L (19.875 US gal) nhiên liệu.

### Bước vào kỷ nguyên phản lực

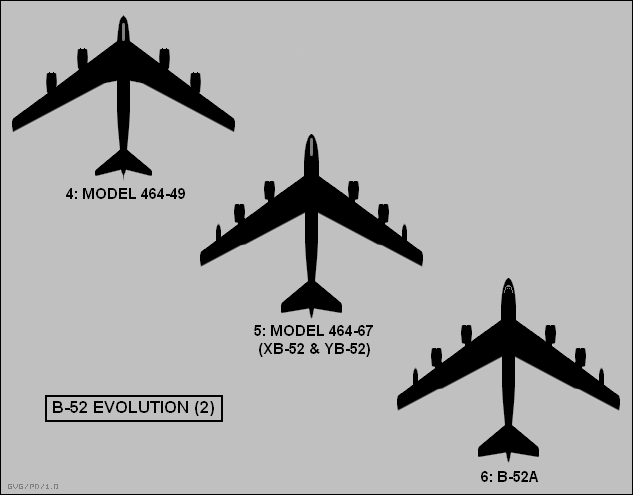
Kiểu 464-49 đến B-52A

Việc áp dụng động cơ phản lực có hiệu quả nhiên liệu tốt hơn cho phép Boeing phát triển thêm một phiên bản nữa vào tháng 7 năm 1948, Kiểu 464-40 thay động cơ turbo cánh quạt bằng động cơ turbo phản lực Westinghouse J40. Tuy nhiên, vào ngày 21 tháng 10 năm 1948, Boeing được yêu cầu chế tạo một kiểu máy bay hoàn toàn mới trang bị động cơ phản lực Pratt & Whitney J57. Đáng chú ý là vào ngày 25 tháng 10, các kỹ sư Boeing đưa ra đề nghị và một mô hình bằng tay thu nhỏ của kiểu 464-49. Thiết kế mới được xây dựng dựa trên kiểu sắp đặt của chiếc B-47 Stratojet với cánh chéo 35°, tám động cơ xếp thành bốn cặp gắn dưới cánh, bốn bộ bánh đáp 2-bánh kèm thêm bánh đỡ ngoài đầu mút cánh. Chiếc máy bay được dự định vượt qua mọi tiêu chuẩn kỹ thuật đặt ra. Mặc dù việc khảo sát mô hình kích thước thật vào tháng 4 năm 1949 tỏ ra thuận lợi, vẫn còn sự quan ngại về tầm bay xa vì cả hai kiểu động cơ J40 và J57 đời đầu đều tiêu thụ nhiều nhiên liệu. 
Cho dù có những bàn luận về những sửa đổi trong tiêu chuẩn kỹ thuật, hay mở một gói thầu cho một thiết kế hoàn toàn mới, tướng LeMay, lúc này phụ trách Bộ Chỉ huy Không quân Chiến lược, nhấn mạnh rằng tính năng bay không thể thỏa hiệp vì sự chậm trễ trong việc phát triển động cơ. Trong những cố gắng cuối cùng để gia tăng tầm bay xa, Boeing tạo ra kiểu 464-67 to hơn, tuyên bố rằng khi được sản xuất, tầm bay có thể gia tăng hơn nữa nhờ những cải tiến sau đó. Sau nhiều cuộc can thiệp trực tiếp bởi LeMay, ngày 14 tháng 2 năm 1951, Boeing giành được hợp đồng chế tạo 13 chiếc B-52A và 17 cụm trinh sát hình ảnh tháo rời được. Không lâu sau lại có thêm hợp đồng mua bốn chiếc B-52 và 43 chiếc phiên bản trinh sát RB-52. Thay đổi chủ yếu cuối cùng trong thiết kế, cũng do những yêu cầu của tướng LeMay, là thay đổi từ kiểu buồng lái ngồi theo hàng (trước-sau) kiểu B-47 thành kiểu ngang hàng cạnh nhau thông dụng hơn, sẽ làm cho công việc của phi công phụ hiệu quả hơn và giảm sự mệt mỏi của đội bay.

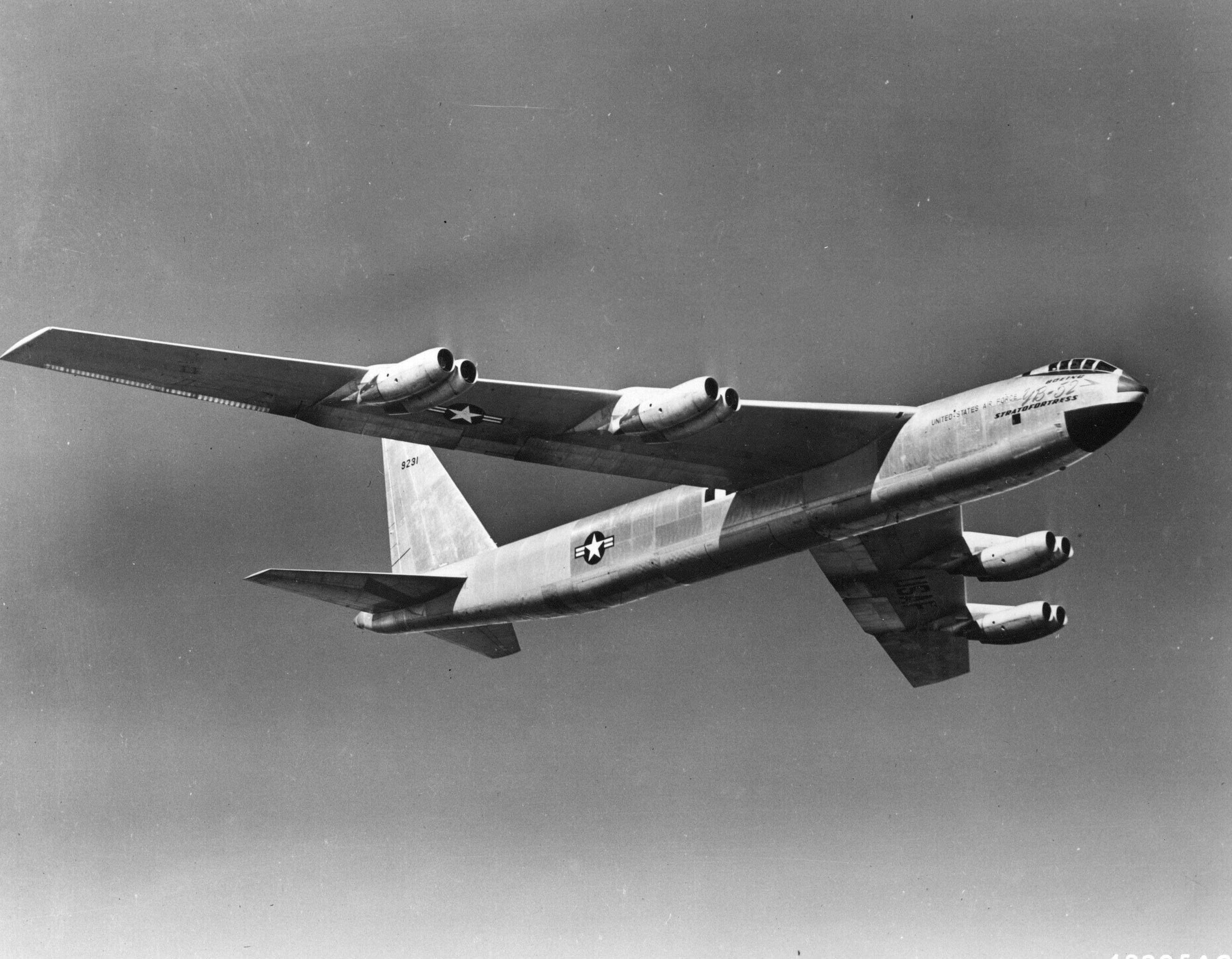
Chiếc nguyên mẫu YB-52. Kiểu kính buồng lái dạng giọt nước tương tự như kiểu của chiếc B-47.

Chiếc YB-52 (thực chất là chiếc XB-52 thứ hai với nhiều trang thiết bị hoạt động) cất cánh lần đầu ngày 15 tháng 4 năm 1952. Chuyến bay diễn ra bình yên. Chiếc XB-52 tiếp theo vào ngày 2 tháng 10 năm 1952. Công việc thử nghiệm và phát triển, bao gồm 670 ngày thử nghiệm trong hầm gió và 130 ngày thử nghiệm tính khí động học và độ chịu đựng diễn ra suôn sẽ. Bị thuyết phục, Không quân gia tăng số lượng đặt hàng lên 282 chiếc B-52.
Chiếc được sản xuất đầu tiên B-52A khác những chiếc nguyên mẫu có mũi máy bay kéo dài thêm 53 cm (21 in) để chứa thêm các thiết bị điện tử, một tháp súng đuôi với bốn súng máy 12.7 mm (0.50 in), và một hệ thống phun nước vào buồng đốt để tăng công suất động cơ với thùng chứa 1.363 L (360 US gal) nước trong thân sau. Nó cũng được gắn ở mỗi bên chót cánh một thùng nhiên liệu bổ sung 3.785 L (1.000 US gal). Những thùng này có tác dụng làm đầm cánh chống rung động và cũng để giữ chót cánh thấp cho dễ bảo trì. Trong buổi lễ ra mắt chiếc sản xuất đầu tiên ngày 18 tháng 3 năm 1954, tướng Twining đã nói "...súng trường là vũ khí vĩ đại vào thời của nó... Hôm nay chiếc B-52 này là súng trường của thời đại hàng không."
Tên chính thức Stratofortress (Pháo đài tầng bình lưu) ít khi được dùng, trong khi đội bay và nhân viên có liên quan hay gọi nó là BUFF (Big Ugly Fat Fucker hay Big-Ugly-Fat-Fellow: tên xấu xí mập mạp ngu ngốc).

## Lịch sử hoạt động

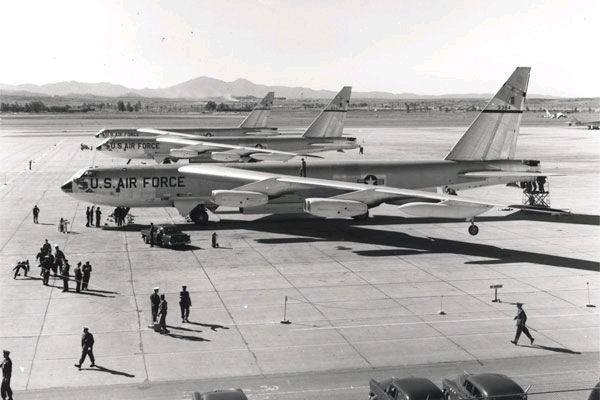
Ba chiếc B-52B thuộc Không đoàn Ném bom 93 chuẩn bị cất cánh khỏi Căn cứ Không quân Castle, California, trong chuyến bay phá kỷ lục vòng quanh thế giới năm 1957

Mặc dù B-52A là phiên bản được sản xuất đầu tiên, nó chỉ được dùng trong thử nghiệm. Phiên bản hoạt động đầu tiên là kiểu B-52B vốn được phát triển song song với kiểu nguyên mẫu từ năm 1951, bay lần đầu tiên vào tháng 12-1954. Chiếc B-52B ký hiệu 52-8711 được đưa vào sử dụng tại Phi Đội Ném bom Hạng nặng 93 tại Căn cứ không quân Castle, California ngày 29 tháng 6-1955. Phi đội sẵn sàng hoạt động vào ngày 12 tháng 3 năm 1956. Việc huấn luyện đội bay B-52 bao gồm năm tuần lớp học trên mặt đất và bốn tuần bay, tích lũy 35-50 giờ bay. Chiếc B-52B mới thay thế cho những chiếc B-36 đang hoạt động theo kiểu một-đổi-một.
Những hoạt động đầu tiên gặp khó khăn do thiếu phụ tùng cũng như phương tiện phục vụ trên mặt đất, trong khi đường băng và đường chạy bị hư hỏng vì trọng lượng của máy bay. Hệ thống dẫn nhiên liệu thường hay rò rỉ hay đóng băng, máy tính điều khiển ném bom và vũ khí kém tin cậy. Buồng lái gồm hai tầng nảy sinh một vấn đề độc đáo: tầng trên buồng lái dành cho phi công bị đốt nóng bởi ánh nắng mặt trời, trong khi hoa tiêu và sĩ quan radar ngồi ở tầng dưới lạnh lẽo. Do đó, điều chỉnh nhiệt độ cho vừa một ai đó sẽ làm người kia quá nóng nực hay bị lạnh cóng. Động cơ J57 còn mới và chưa được bền. Sự cố hỏng máy phát điện đã gây ra vụ rớt máy bay chết người B-52 đầu tiên vào tháng 2 năm 1956, khiến loại máy bay này phải ngừng bay một thời gian ngắn. Sau đó B-52 còn bị ngưng bay vào tháng 7 vì những sự cố về hệ thống nhiên liệu và thủy lực. Để tránh những vấn đề về bảo trì, Không quân đã thành lập những nhóm Sky Speed hợp đồng thầu bảo trì tại mỗi căn cứ B-52. Ngoài việc bảo trì, những nhóm này thực hiện việc kiểm tra định kỳ tốn mất một tuần lễ cho mỗi máy bay.

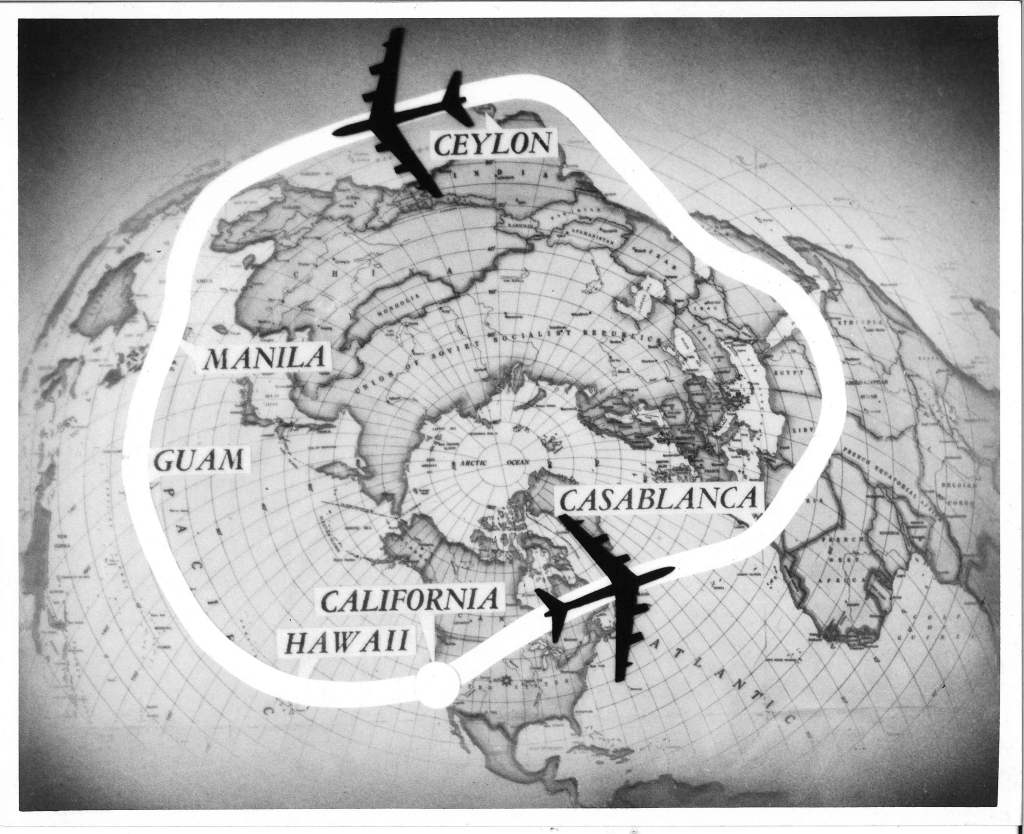
Lộ trình chuyến bay không nghỉ vòng quanh thế giới trong Chiến dịch Power Flite, trải qua 24.325 dặm (21.145 hải lý, 39.165 km) trong 45 giờ 19 phút năm 1957

Ngày 21 tháng 5 năm 1956, một chiếc B-52B (số hiệu 52-0013) đã ném thử nghiệm trái bom khinh khí (một trái Mk.15) trên đảo san hô Bikini. Trong các ngày 24 và 25 tháng 11 năm 1956, bốn chiếc B-52B thuộc Không đoàn Ném bom 93 và bốn chiếc B-52C thuộc Không đoàn Ném bom 42 đã bay không nghỉ vòng quanh chu vi lục địa Bắc Mỹ trong Chiến dịch Quick Kick, trải qua 15.530 dặm (13.500 hải lý, 25.000 km) trong 31 giờ 30 phút. Không quân Chiến lược lưu ý rằng thời gian bay còn có thể rút ngắn thêm 5-6 giờ nếu như bốn lần tiếp nhiên liệu trong khi bay được thực hiện bằng những máy bay tiếp dầu phản lực thay cho những chiếc KC-97 Stratotanker động cơ cánh quạt. Để biểu diễn khả năng vươn tới toàn cầu của chiếc B-52, từ ngày 16 đến ngày 18 tháng 1 năm 1957, ba chiếc B-52B thực hiện chuyến bay không nghỉ vòng quanh thế giới trong Chiến dịch Power Flite, trải qua 24.325 dặm (21.145 hải lý, 39.165 km) trong 45 giờ 19 phút với nhiều lần tiếp nhiên liệu trên không bởi máy bay KC-97. Không đoàn Ném bom 93 nhận được Giải thưởng Mackay do thành tích này.
Chiếc B-52 lập thêm nhiều kỷ lục trong vài năm sau đó. Vào ngày 26 tháng 9 năm 1958, một chiếc B-52D lập kỷ lục thế giới về tốc độ 560.705 mph (487 knot, 902 km/h) trên một quãng đường bay vòng tròn khép kín dài 10.000 km (5.400 hải lý, 6.210 dặm) không mang tải trọng. Cùng ngày hôm đó, một chiếc B-52D khác lập kỷ lục thế giới về tốc độ 597.675 mph (519 knot, 962 km/h) trên một quãng đường bay vòng tròn khép kín dài 5.000 km (2.700 hải lý, 3.105 dặm) không mang tải trọng. Vào ngày 14 tháng 12 năm 1960, một chiếc B-52G lập kỷ lục thế giới bay không tiếp thêm nhiên liệu một quãng đường 10.078,84 dặm (8.762 hải lý, 16.227 km). Chuyến bay kéo dài 19 giờ 44 phút. Vào ngày 10 đến ngày 11 tháng 1 năm 1962, một chiếc B-52H lập kỷ lục thế giới khi bay không tiếp thêm nhiên liệu từ Căn cứ Không quân Kadena, Okinawa, Nhật Bản, đến Căn cứ Không quân Torrejon, Tây Ban Nha, trải qua 12.532,28 dặm (10.895 hải lý, 20.177 km).
Vào thời gian này, Bộ chỉ huy Không quân Chiến lược có lực lượng cao điểm nhất vào năm 1963, 650 chiếc B-52 hoạt động trong 42 phi đội và tại 38 căn cứ.

### Chiến tranh Việt Nam
Khi tình hình xung đột tại Đông Nam Á leo thang, tháng 6 năm 1964, 28 chiếc B-52F được gắn thêm đế bên ngoài có khả năng mang 24 bom 340 kg (750 lb) trong kế hoạch South Bay. Sau đó thêm 46 máy bay nữa được cải tiến tương tự trong kế hoạch Sun Bath. Tháng 5 năm 1965, Hoa Kỳ đưa ra Chiến dịch Sấm Rền, và phi vụ chiến đấu đầu tiên của Chiến dịch Arc Light (đuốc sáng) do B-52F thực hiện ngày 18 tháng 6 năm 1965, khi 30 chiếc máy bay ném bom thuộc các phi đội ném bom 9 và 441 tấn công các vị trí đối phương tại Bến Cát, Bình Dương. Đợt máy bay ném bom đầu tiên đến điểm hẹn quá sớm, và trong khi cơ động để giữ nguyên đội hình, hai chiếc B-52 bị va chạm, làm tổn thất hai máy bay và tám nhân viên phi hành. Những chiếc còn lại, ngoại trừ một chiếc phải quay lại căn cứ xuất phát vì trục trặc kỹ thuật, tiếp tục bay đến mục tiêu và thực hiện ném bom.
Đến tháng 12 năm 1965, trong kế hoạch Big Belly, một số máy bay B-52D được cải tiến để tăng tải trọng bom cho nhiệm vụ ném bom rải thảm. Trong khi lượng bom mang bên ngoài không thay đổi là 24 trái 227 kg (500 lb) hoặc 340 kg (750 lb), lượng bom mang được ở khoang trong thân tăng lên đến 84 bom 500 lb hoặc 42 bom 750 lb. Các cải tiến của kế hoạch Belly đã tạo ra tải trọng bom lên đến 27.215 kg (60.000 lb) với 108 quả. Sau khi cải tiến, B-52D có thể chở nhiều hơn 9.980 kg (22.000 lb) so với B-52E. Thay thế cho B-52F, những chiếc B-52D cải tiến bắt đầu hoạt động từ tháng 4 năm 1966 cất cánh từ đảo Guam. Đến mùa Xuân năm 1967, nó bắt đầu hoạt động từ căn cứ không quân Utapao tại Thái Lan nhờ có ưu thế không phải tiếp thêm nhiên liệu trong khi bay. Ngày 15 tháng 4 năm 1968, một Đơn vị Huấn luyện Thay thế được thành lập tại căn cứ không quân Castle, nhằm chuyển loại các đội bay từ B-52E đến B-52H sang B-52D, cho phép họ tham gia chiến sự tại Đông Nam Á.
Chỉ riêng chung quanh Sài Gòn - Gia Định, trong vòng chín ngày đầu tháng 6-1968, "máy bay B-52 đã thực hiện 166 phi vụ" (Hãng tin AP, ngày 21-6-1968). Để hiểu rõ hơn mức độ tàn phá của bom B-52 rải thảm, tờ Thời báo New York, ngày 26-8-1968 viết: "Mỗi chiếc B52 có đủ bom để trải xuống thành một hình chữ nhật dài 1.000 mét, ngang 100 mét. Thấy kết quả khả quan nên số phi vụ B-52 tại miền nam Việt Nam được thực hiện ngày một tăng, trong nửa cuối năm 1965, số phi vụ hàng tuần là 100; đầu năm 1967, mỗi tuần có 186 phi vụ và đến tháng 8-1968 thì mỗi tuần có 350 phi vụ". Ngay từ tháng 6-1968, tướng Mỹ C. Abram - người thay William Westmoreland làm Tư lệnh Bộ Chỉ huy quân Mỹ tại Sài Gòn, tuyên bố: "Sẽ cho B52 ném thật nhiều bom đến mức (...) chỉ cần phái một đội tuần tra không vũ trang đi xa với những quyển sổ tay để ghi kết quả". Nhưng Tạp chí Tin Mỹ và Thế giới, ngày 1-4-1968 cho rằng, việc ném bom và pháo kích bừa bãi của Mỹ có thể sẽ làm người Việt Nam thêm căm phẫn, và "đẻ ra nhiều Việt cộng hơn là giết họ".
Cao điểm của các cuộc tấn công của B-52 tại Việt Nam là trong Chiến dịch Điện Biên Phủ trên không bao gồm nhiều đợt B-52 (đa số là kiểu D, nhưng cũng có một số kiểu G có tải trọng bom nhỏ hơn và không có thiết bị gây nhiễu) ném bom vào Hà Nội.

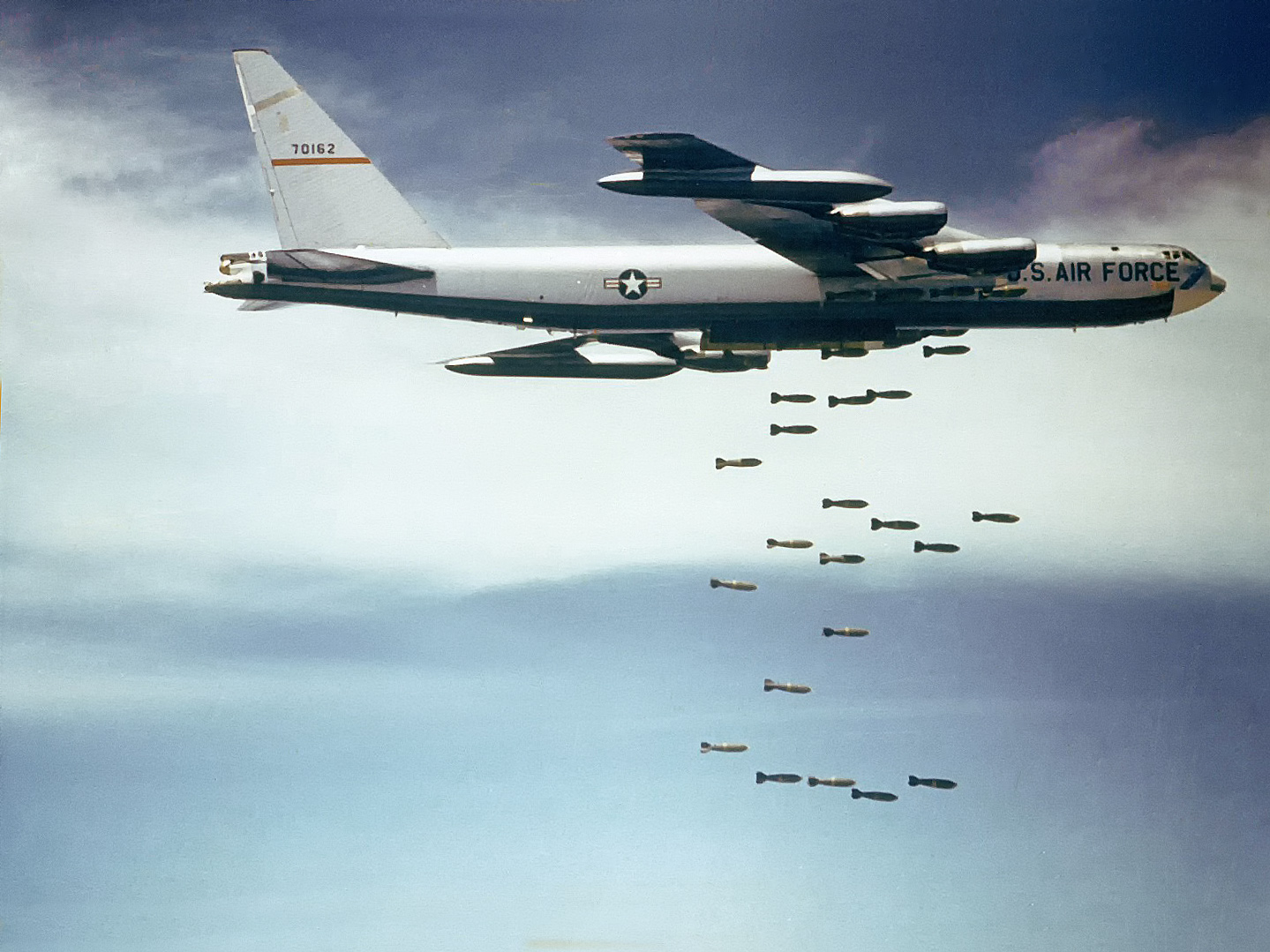
Một chiếc B-52F đang ném bom Mk 117 750 lb (340 kg) trong chiến tranh Việt Nam.

Không quân Mỹ tuyên bố các xạ thủ súng đuôi trên những chiếc B-52D bắn hạ được hai máy bay MiG-21 "Fishbeds"; một chiếc vào ngày 18 tháng 12 năm 1972 bởi trung sĩ Samuel O. Turner, và một chiếc vào ngày 24 tháng 12 năm 1972, bởi binh nhất Albert E. Moore. Turner được trao tặng huy chương Ngôi sao Bạc cho chiến công này. (2 vụ bắn rơi này không được phía Việt Nam xác nhận và có lẽ là không có thật).
Số liệu thiệt hại của B-52 tại Việt Nam theo phía Mỹ công nhận: 31 chiếc B-52 đã bị phá hủy hoàn toàn tại Việt Nam. Trong đó, 17 bị bắn rơi tại chỗ do tên lửa đất đối không, 2 chiếc khác bị tên lửa bắn hỏng nặng tới mức không thể sửa chữa được và bị tháo dỡ (coi như là bị tiêu diệt). Hai chiếc B-52F bị mất do va chạm trên không trong chiến dịch Arc Light đầu tiên. Có bảy chiếc B-52G bị mất (sáu chiếc do tên lửa SAM và một chiếc do lỗi kỹ thuật) và 9 chiếc B-52 các phiên bản khác (B-52D/H) cũng bị mất trong Chiến dịch Điện Biên Phủ trên không
Ngoài 31 chiếc bị phá hủy hoàn toàn, một số nguồn thống kê có 16 chiếc B-52 khác bị phòng không Việt Nam bắn hỏng (nhưng không rơi mà quay về được sân bay), trong đó có 9 chiếc bị bắn hỏng trong Chiến dịch Điện Biên Phủ trên không. Ngoài ra, còn có vài chiếc B-52 bị đặc công Việt Nam đột nhập vào sân bay ở Thái Lan để đánh hỏng tại kho chứa. Như vậy, ngoài 31 chiếc B-52 bị phá huỷ, tổng số B-52 bị đánh hỏng (nhưng chưa bị phá hủy hoàn toàn) vào khoảng 25 chiếc, tất cả số B-52 bị phá hủy hoặc hư hại trong chiến tranh Việt Nam là khoảng 66 chiếc.
Trong số 25 chiếc bị hỏng, một số chiếc bị hỏng nặng đến mức không thể bay được nữa, nhưng Mỹ lại không tính là "bị phá hủy hoàn toàn", vì vậy số B-52 bị diệt trong thực tế phải cao hơn con số 31 mà Mỹ thừa nhận. Khi tiêu hủy vũ khí hạt nhân chiến lược theo hiệp ước cắt giảm vũ khí hạt nhân chiến lược giai đoạn 2 (SALT-II), các chuyên gia Liên Xô phát hiện nhiều máy bay B-52 được tiêu hủy tại sa mạc Nevada thực chất là các B-52 đã bị bắn hỏng nặng tại Việt Nam, chúng không còn bay được nữa nên bị tháo dỡ và được tập kết về đây để tiêu hủy.
Còn theo nguồn tin của phía Việt Nam, tổng số B-52 bị tiêu diệt là 68 chiếc (tính cả số bị phòng không - không quân bắn rơi và số bị đặc công phá hỏng tại sân bay). Riêng trong chiến dịch Linebacker II, số máy bay B-52 bị mất là 34 chiếc. Và cũng lần đầu tiên trên thế giới cho đến nay (năm 2018), B-52 bị bắn rơi bởi máy bay MiG-21 do phi công Phạm Tuân của Không quân Nhân dân Việt Nam. Con số này phù hợp với những bình luận đầy lo lắng trên AP: "Cứ theo tốc độ bị bắn rơi như thế này thì chỉ sau ba tháng, B-52 sẽ tuyệt chủng"
"Những thất bại trên là do lực lượng phòng không của Việt Nam đã biết khai thác triệt để các kẽ hở rất mờ nhạt trong hệ thống phòng thủ của B-52. Ngược lại, việc triển khai ồ ạt B-52 trong khoảng thời gian ngắn không cho phép Mỹ khắc phục những điểm yếu, dẫn đến B-52 bị các tên lửa đất đối không của Việt Nam tiêu diệt", hãng thông tấn AP bình luận.
Đây là thất bại nặng nề và duy nhất của loại máy bay này trên chiến trường, dẫn đến việc thay đổi hoàn toàn chiến lược sử dụng B-52 trong các giai đoạn sau.

### Chiến tranh Lạnh
Trong thời kỳ Chiến tranh Lạnh, B-52 thực hiện các nhiệm vụ tuần tra cảnh giác trên không dưới các tên mã như Head Start, Chrome Dome, Hard Head, Round Robin, và Giant Lance. Những chiếc máy bay ném bom bay quanh quẩn tại các điểm bên ngoài lãnh thổ Liên Xô để sẵn sàng nhanh chóng tung ra đòn tấn công trước hoặc duy trì khả năng trả đũa trong một cuộc chiến tranh hạt nhân.
Ngày 17 tháng 1 năm 1966, xảy ra sự cố bom hạt nhân Palomares khi một chiếc B-52G đụng phải một chiếc máy bay tiếp nhiên liệu KC-135 Stratotanker bên trên vùng trời Palomares, Tây Ban Nha. Bốn trái bom hạt nhân cỡ megaton bị rơi xuống biển (cả bốn sau này đều được tìm thấy). Hai trong số bốn trái bom bị vỡ một phần do một vụ nổ nhỏ, gây phát tán nghiêm trọng các chất liệu phóng xạ plutonium và uranium. May mắn là các chốt an toàn đã giữ không gây ra vụ nổ dây chuyền hạt nhân, nếu không đã là một thảm họa hạt nhân thật sự. Sau sự cố, 1.400 tấn đất bị nhiễm phóng xạ được gửi sang Hoa Kỳ. Vụ tai nạn và việc nhiễm phóng xạ tỏ ra vô cùng tốn kém đến nỗi phải chấm dứt chương trình tuần tra cảnh giác trên không. Năm 2006 một thỏa thuận đã đạt được giữa Hoa Kỳ và Tây Ban Nha trong việc điều tra và xử lý ô nhiễm sau tai nạn.
Ngày 22 tháng 1 năm 1968, một chiếc máy bay B-52G khác đang chở bốn trái bom hạt nhân bị rơi trên tuyết tại vịnh North Star trong khi đang cố gắng hạ cánh khẩn cấp xuống Căn cứ không quân Thule, Greenland. Đám cháy sau đó cũng gây nhiễm xạ lan rộng mà việc xử lý kéo dài cho đến tận tháng 9 năm đó.
Trong cuộc Chiến tranh Yom Kippur vào tháng 10 năm 1973, phía Liên Xô đã đe dọa sẽ can thiệp nhân danh Ai Cập và Syria. Để ngăn chặn, Tổng thống Richard M. Nixon đã ra lệnh nâng tình trạng báo động quân sự lên mức DEFCON 3. Bộ trưởng quốc phòng Melvin Laird đã ra lệnh cho máy bay B-52 sẵn sàng tham chiến. Những chiếc máy bay B-52 mang đủ vũ khí và được đổ đầy nhiên liệu đã bay quanh Greenland. Liên Xô đã không can thiệp trực tiếp vào cuộc chiến tranh này.

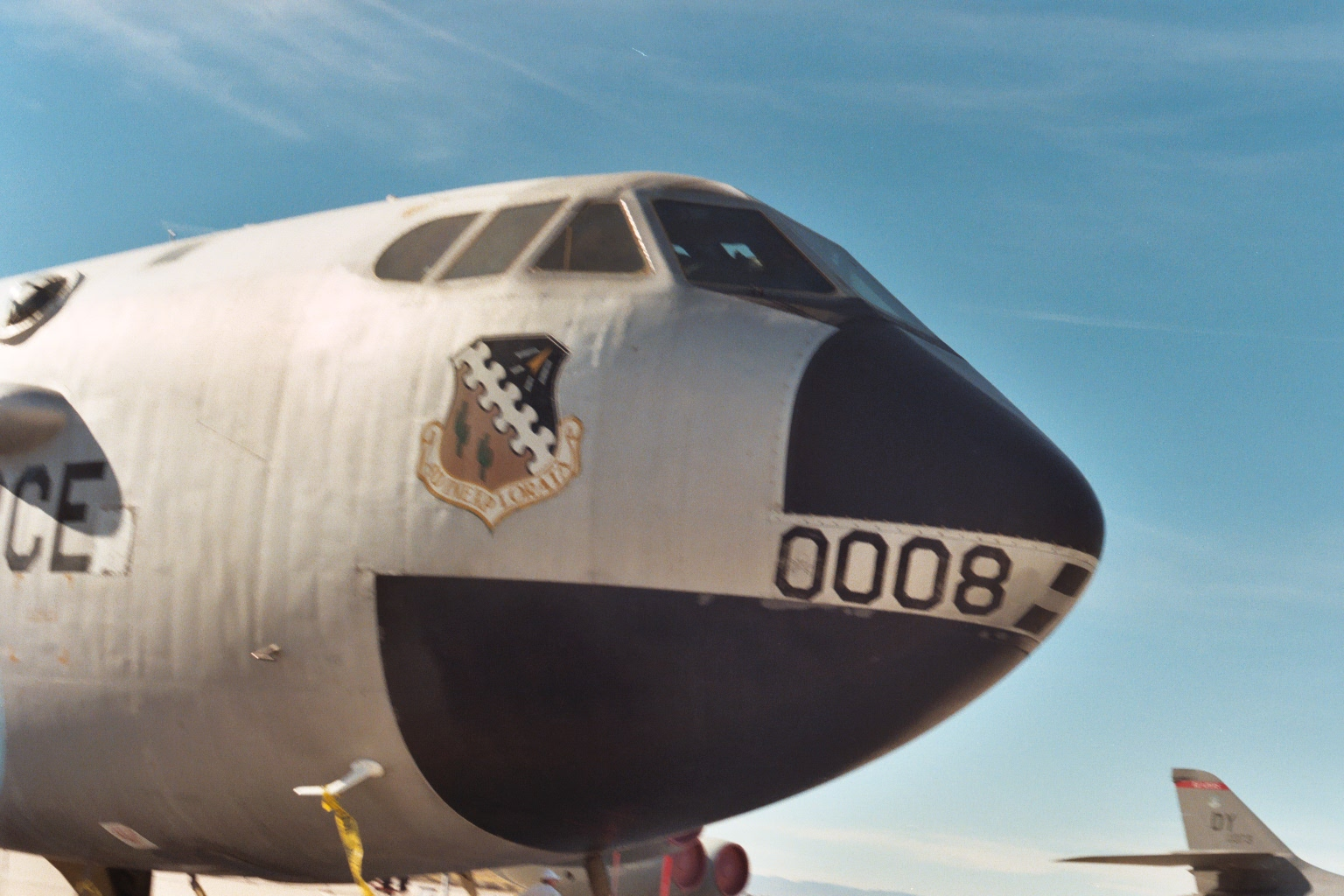
NB-52B Balls 8 tại Căn cứ Không quân Edwards, trong đợt Thao diễn Hàng không CA 2003.

Những chiếc B-52B kết thúc tuổi thọ cấu trúc thân máy bay vào giữa những năm 1960 và tất cả được cho nghỉ hưu vào tháng 6 năm 1966, sau đó đến lượt những chiếc B-52C vào ngày 29 tháng 9 năm 1971; ngoại trừ chiếc thử nghiệm của NASA B-52B "008" mà sau này nghỉ hưu năm 2004. Một chiếc phiên bản B còn lại, chiếc "005", được trưng bày tại Bảo tàng Hàng không và Không gian Wings Over the Rockies tại Denver, Colorado.
Một vài chiếc phiên bản E hết hạn sử dụng được cho nghỉ hưu trong những năm 1967 và 1968, nhưng đa số (82) được nghỉ hưu từ tháng 5-1969 đến tháng 3-1970. Đa số phiên bản F cũng được cho nghỉ hưu giữa năm 1967 và năm 1973, nhưng có 23 chiếc tiếp tục hoạt động như máy bay huấn luyện cho đến năm 1978. Đội bay phiên bản D phục vụ được lâu hơn. 80 chiếc B-52D được nâng cấp trong chương trình Pacer Plank (ECP 1581) tại xưởng Wichita của Boeing. Vỏ bọc phần dưới cánh và thân được thay mới, cũng như nhiều thành phần cấu trúc khác. Công việc hoàn tất năm 1977 với phí tổn 219 triệu Đô la. Đội bay B-52D tồn tại đến năm 1978, khi 37 chiếc được nghỉ hưu, và số còn lại cũng được nghỉ hưu giữa các năm 1982 và 1983.

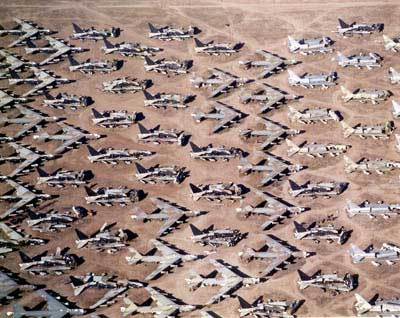
Những chiếc B-52 nghỉ hưu được chứa tại AMARC, một cơ sở tồn kho giữa sa mạc được gọi là "Boneyard" tại Căn cứ Không quân Davis Monthan, Tucson, Arizona.

Những chiếc phiên bản G và H còn lại được sử dụng cho nhiệm vụ sẵn sàng ("cảnh giác") hạt nhân như là một trong ba thế chân vạc hạt nhân của Hoa Kỳ. Chiến lược này bao gồm tên lửa liên lục địa phóng từ mặt đất, tên lửa phóng từ tàu ngầm và máy bay ném bom. Chiếc B-1B Lancer vốn được dự định để thay thế B-52, chỉ thay thế những phiên bản cũ và thay cho kiểu máy bay ném bom siêu âm FB-111. Sau khi Liên Xô tan rã, những chiếc B-52G được tháo dỡ theo những điều khoản của Hiệp ước Cắt giảm vũ khí chiến lược (START). Theo đó có 365 chiếc máy bay B-52 sẽ bị phá hủy, và tiến trình này được phía Nga giám sát trực tiếp hay thông qua hình ảnh vệ tinh. Ngày nay, chỉ còn phiên bản H vẫn đang hoạt động. B-52 đã chấm dứt việc tuần tra liên tục 24 giờ vào năm 1991.

### Chiến tranh Vùng Vịnhvà sau đó
Năm 1991 những chiếc B-52G xuất phát từ những căn cứ tại Anh Quốc và tại đảo Diego Garcia đã bay những phi vụ ném bom tầm thấp cho đến khi các lực lượng Liên quân chiếm được ưu thế trên không hoàn toàn và có khả năng khống chế mọi hệ thống phòng không có thể bắn tới các máy bay ném bom tầm cao. B-52 có vai trò quan trọng trong quá trình chiến dịch Bão táp Sa mạc (Desert Storm) vì chúng có thể được sử dụng mà tránh khỏi bị trừng phạt. Mặc dù tính phá hủy không cao so với các vũ khí hiện đại hơn như bom chùm hay đầu đạn dẫn đường chính xác, các kiểu tấn công thông thường được dùng vì chúng có chi phí rẻ hơn; và vì được hy vọng sẽ làm mất tinh thần các lực lượng Iraq phòng thủ, khiến họ khiếp sợ mà đầu hàng hơn là bị tiêu diệt. Trong chiến tranh Vùng Vịnh, B-52 chỉ bị thiệt hại một chiếc bị rơi do tai nạn, 1 chiếc B-52 bị bắn hỏng nặng bởi tiêm kích MiG-29 của Iraq, và nhiều chiếc khác bị hư hại nhẹ do các hoạt động đối phương.
Vào năm 1991 một chuyến bay B-52G xuất phát và kết thúc từ Căn cứ Không quân Barksdale, Louisiana, để tấn công mục tiêu tại Iraq. Đây là phi vụ chiến đấu dài nhất từng được thực hiện trong lịch sử vào lúc đó: Chuyến bay kéo dài 35 giờ và trải qua 14.000 dặm. Đến ngày 2 và 3 tháng 9 năm 1996, hai chiếc B-52H đã tấn công các mục tiêu tại Iraq với 13 tên lửa hành trình mang đầu đạn thông thường trong một phần của Chiến dịch Tấn công Sa mạc, một phi vụ kéo dài 34 giờ, trải qua 16.000 dặm từ Căn cứ Không quân Andersen, tại Guam. Chuyến bay này là một phi vụ chiến đấu dài nhất từng được thực hiện trong lịch sử. Chỉ hai ngày trước đó, đội bay đã hoàn tất chuyến bay kéo dài 17 giờ từ Louisiana đến Guam.
B-52 cũng góp phần vào chiến thắng của lực lượng Mỹ trong Chiến dịch Thực thi Tự do (Enduring Freedom) tại Afghanistan năm 2001, nhờ khả năng bay lâu bên trên chiến trường và hỗ trợ tấn công mặt đất qua việc sử dụng các vũ khí dẫn đường chính xác, một nhiệm vụ trước đây chỉ được giao cho máy bay tiêm kích và máy bay cường kích. B-52 cũng giữ vai trò chủ chốt trong Chiến dịch Iraq Tự do (Iraqi Freedom) năm 2003, khi nó hỗ trợ mặt đất và ném bom.

### B-52 và các hoạt động hàng hải
B-52 được chứng minh là một công cụ mạnh mẽ trong giám sát đại dương và có thể hỗ trợ Hải quân thực hiện nhiều nhiệm vụ quan trọng, bao gồm chống tàu và rải mìn. Khả năng trinh sát tầm xa của B-52 cho phép nó bao quát diện tích rộng lớn trong thời gian ngắn. Ví dụ, chỉ với hai chiếc B-52, trong hai giờ, có thể giám sát 360.000 km2 bề mặt đại dương. Khả năng thực chiến ấn tượng của B-52 đã được thể hiện trong cuộc tập trận Baltops năm 2018. Các máy bay B-52 đã thực hiện thành công nhiệm vụ rải mìn ngoài khơi bờ biển Thụy Điển, mô phỏng việc ngăn chặn một cuộc đổ bộ xâm lược ở khu vực Baltic.
Vào những năm 1970, Hải quân Hoa Kỳ lo ngại việc Liên Xô có khả năng thực hiện các cuộc tấn công tổng hợp bằng máy bay ném bom, tàu ngầm và tàu chiến. Các cuộc tấn công này có thể áp đảo hệ thống phòng thủ và đánh chìm tàu sân bay của Hoa Kỳ. Sau Chiến tranh Falklands (1982), các nhà lập kế hoạch quân sự Hoa Kỳ lo ngại về khả năng tấn công tầm xa của Liên Xô. Máy bay ném bom Tu-22M Backfire của Liên Xô mang theo tên lửa có tầm bắn 320 km, và tàu mặt nước của họ cũng sở hữu vũ khí tương tự với tầm bắn 400 km. Khả năng này đe dọa trực tiếp đến các tàu sân bay và nhóm tác chiến tàu sân bay - vốn đóng vai trò then chốt trong chiến lược quân sự Hoa Kỳ. Đầu những năm 1980, Hải quân Hoa Kỳ nhận thức được sự phát triển mạnh mẽ của hải quân Liên Xô, đặc biệt là khả năng tấn công tàu sân bay. Để đối phó với mối đe dọa này, họ đã phát triển một chiến lược hàng hải mới tập trung vào việc sử dụng tích cực các tàu sân bay và nhóm tác chiến trên mặt nước. Để bảo vệ các nhóm tác chiến tàu sân bay, Hải quân Hoa Kỳ đã cải tiến một số máy bay ném bom B-52G để có thể bắn tên lửa chống hạm Harpoon. Những máy bay này được đặt tại Guam và Maine, cho phép chúng hỗ trợ cả hạm đội Đại Tây Dương và Thái Bình Dương. Trong trường hợp chiến tranh, B-52G sẽ phối hợp với các tàu chở dầu, máy bay AWACS và các tàu chiến khác để tấn công các mục tiêu hải quân Liên Xô. B-52G có thể tấn công từ bên sườn các nhóm tác chiến tàu sân bay Mỹ, giúp giảm bớt áp lực cho các tàu sân bay và cho phép chúng tập trung tấn công các tàu chiến mặt nước của Liên Xô. Ngoài ra, B-52G còn có thể rải mìn ở các điểm huyết mạch của đối phương, chẳng hạn như Quần đảo Kuril và eo biển GIUK. Những bãi mìn này sẽ buộc hạm đội Liên Xô phải phân tán lực lượng, khiến các tàu riêng lẻ dễ bị tấn công hơn bởi các cuộc tấn công bằng tên lửa Harpoon.
Bắt đầu từ những năm 1980, B-52H đã trải qua quá trình nâng cấp đáng kể để trở thành một vũ khí chống hạm hiệu quả. Máy bay được trang bị tên lửa Harpoon, bổ sung vào kho vũ khí đa dạng vốn có bao gồm tên lửa hành trình, bom dẫn đường laser và vệ tinh, cùng các loại đạn không dẫn đường. Các phi đội B-52 đã rèn luyện kỹ thuật bay lướt trên biển, giúp họ vượt qua hệ thống phòng thủ kiên cố của đối phương và tấn công các tàu chiến Liên Xô. Nhờ những cải tiến này, B-52H trở thành một lực lượng đáng gờm trong chiến lược hàng hải của Hoa Kỳ, góp phần bảo vệ các nhóm tác chiến tàu sân bay và kiềm chế sức mạnh hạm đội Liên Xô.
Sự mở rộng và hiện đại hóa nhanh chóng của Hải quân Quân Giải phóng Nhân dân Trung Quốc (PLAN) đã khiến Không quân Hoa Kỳ (USAF) phải điều chỉnh chiến lược tìm kiếm và tấn công tàu chiến. Hạm đội B-52 đã được chứng nhận sử dụng mìn hải quân Quickstrike với bộ cánh dẫn đường JDAM-ER. Loại vũ khí này cho phép rải mìn trên diện rộng chỉ trong một lần xuất kích, với độ chính xác cực cao, từ khoảng cách hơn 64 km. Ngoài ra, Không quân Hoa Kỳ còn nâng cấp hiệu quả tấn công và tuần tra hàng hải của B-52 bằng thiết bị AN/ASQ-236 Dragon's Eye. Dragon's Eye được tích hợp dưới cánh máy bay ném bom B-52H, sở hữu radar quét mảng điện tử tiên tiến. Nhờ vậy, B-52 có thể quét nhanh chóng các khu vực rộng lớn trên Thái Bình Dương, giúp việc tìm kiếm và đánh chìm tàu địch dễ dàng hơn. Radar Dragon's Eye bổ sung cho cụm nhắm mục tiêu hồng ngoại Litening vốn có trên B-52, tăng cường khả năng trinh sát và tấn công tàu chiến của máy bay. Năm 2019, Boeing đã lựa chọn radar Raytheon AN/APG-82(V)1 để thay thế cho radar tấn công quét cơ học AN/APQ-166 trên máy bay ném bom B-52.

### Các phi vụ thế kỷ 21

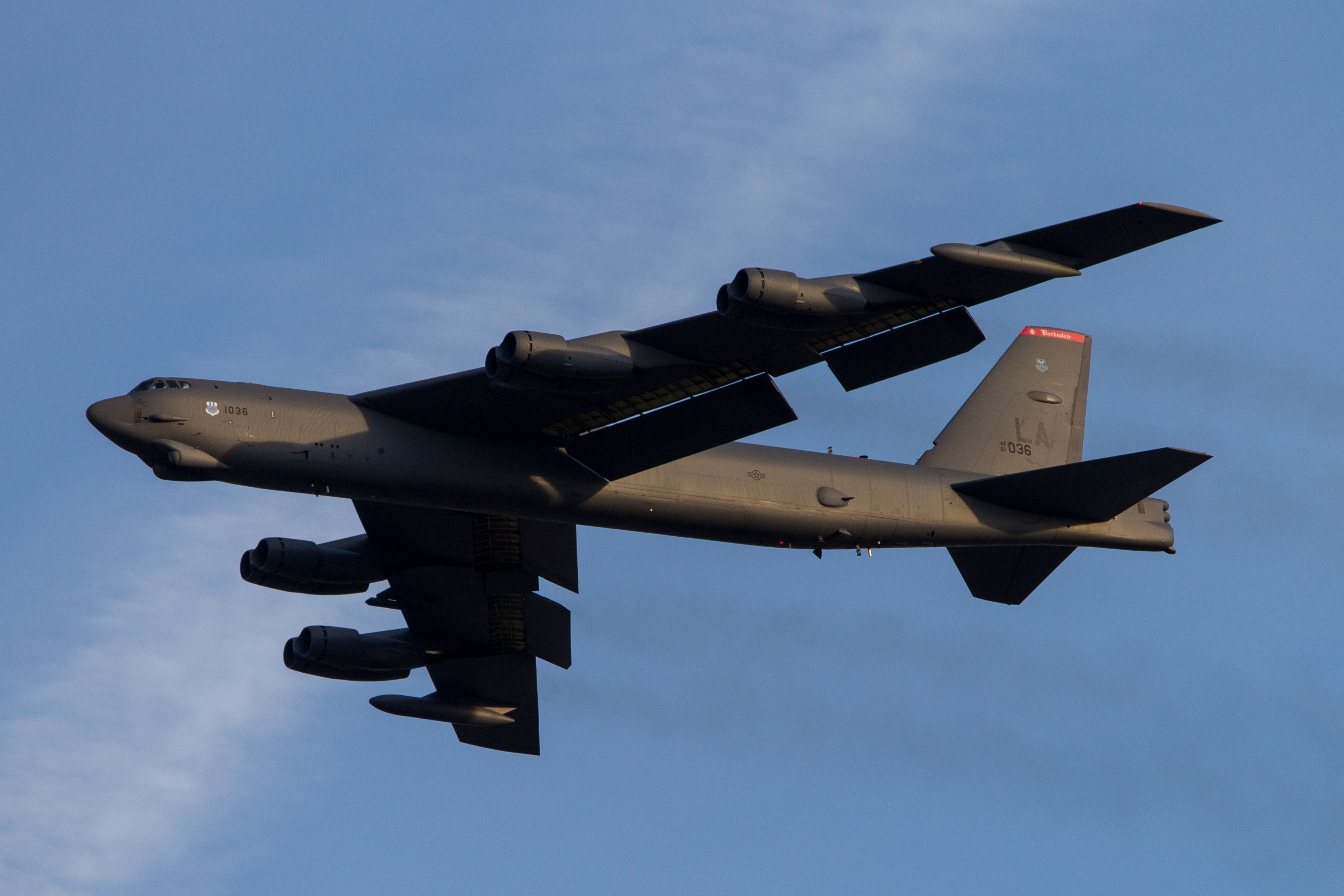
Máy bay B-52 cất cánh từ Căn cứ Không quân Tinker

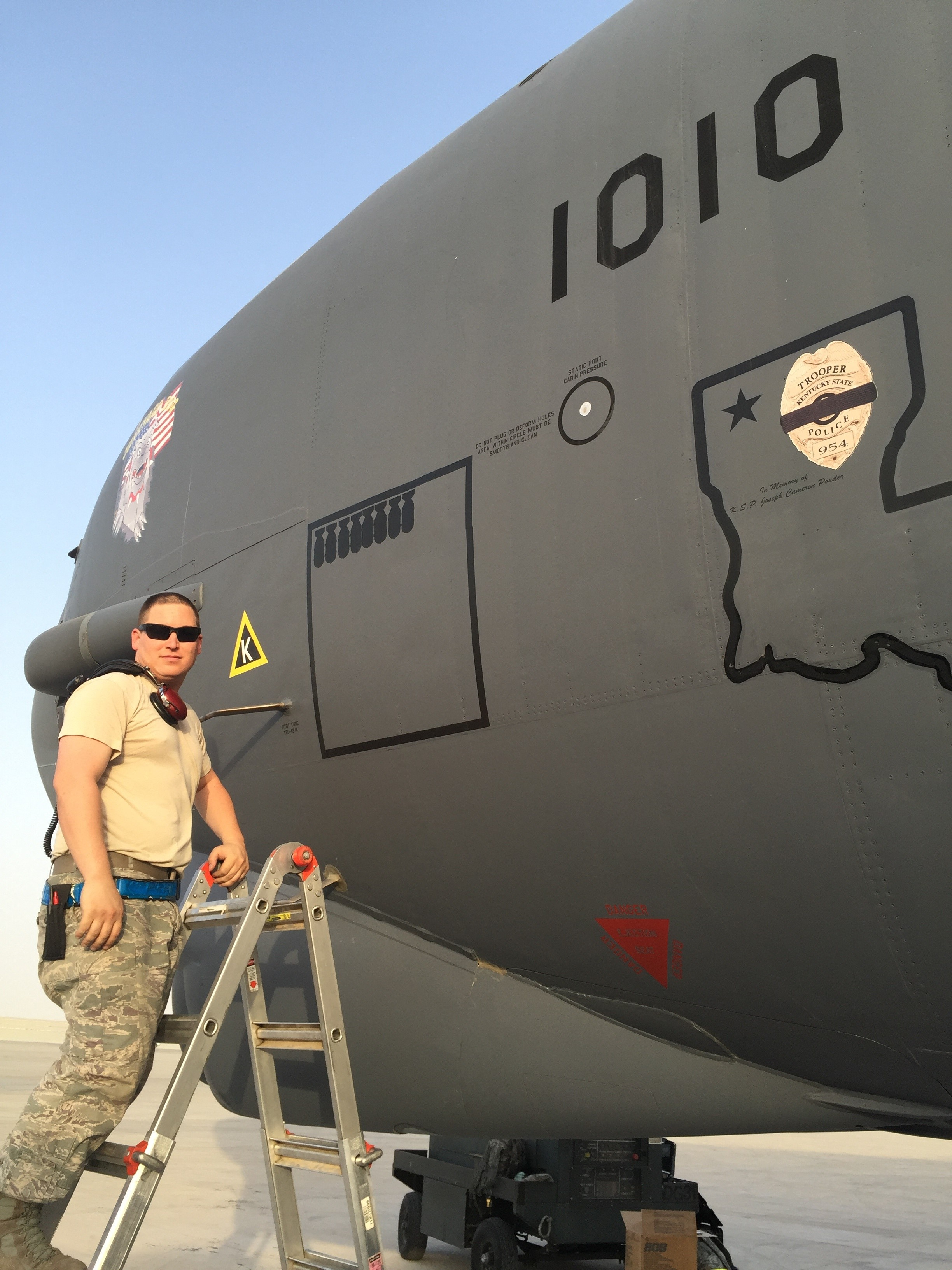
Thượng sĩ Figueroa, chỉ huy phi hành đoàn B-52, đã hoàn thành các phi vụ ném bom trên chiếc B-52H (61-0010) trong Chiến dịch Nhổ tận gốc. Chiến dịch này nằm trong khuôn khổ sự can thiệp quân sự chống lại ISIL tại Căn cứ Không quân Al Udeid, Qatar.

Vào tháng 8 năm 2007, một sự cố nghiêm trọng đã xảy ra khi một chiếc B-52H chở sáu tên lửa hành trình AGM-129 ACM từ Căn cứ Không quân Minot đến Căn cứ Không quân Barksdale để tháo dỡ. Thay vì mang tên lửa thông thường, máy bay lại được nạp nhầm sáu tên lửa có đầu đạn hạt nhân. Sự việc càng trở nên tồi tệ hơn khi Không quân Hoa Kỳ (USAF) không hề giám sát và bảo đảm an toàn cho những vũ khí hạt nhân này trong suốt hành trình di chuyển đến Barksdale.
Vào ngày 8 tháng 9 năm 2008, 4 trong số 18 máy bay ném bom B-52H thuộc Căn cứ Không quân Barksdale đã được thu hồi và chuyển đến khu vực lưu trữ của Đơn vị Quản lý Bảo dưỡng và Tái chế Hàng không Vũ trụ (AMARG) 309 tại Căn cứ Không quân Davis-Monthan.
Vào tháng 2 năm 2015, một sự kiện lịch sử đã diễn ra tại Căn cứ Không quân Davis-Monthan. Chiếc B-52 mang số hiệu 61-7, được mệnh danh là "Ghost Rider", đã trở thành chiếc B-52 đầu tiên được cất cánh trở lại bầu trời sau 6 năm cất giữ.
Vào tháng 5 năm 2019, một chiếc máy bay thứ hai được đưa trở lại từ nơi lưu trữ dài hạn tại Davis-Monthan. Chiếc B-52, có biệt danh là "Wise Guy", đã ở AMARG từ năm 2008. Nó bay đến Căn cứ Không quân Barksdale vào ngày 13 tháng 5 năm 2019. Chiếc máy bay này đã được hoàn thiện chỉ trong bốn tháng bởi một nhóm từ 13 đến 20 nhân viên bảo trì từ Phi đội Bảo trì số 307.
B-52 trải qua quá trình tân trang định kỳ tại các kho bảo dưỡng của Không quân Hoa Kỳ (USAF), điển hình là Căn cứ Không quân Tinker tại Oklahoma. Mặc dù USAF đang nghiên cứu các thế hệ máy bay ném bom tầm xa tấn công mới, họ vẫn dự định duy trì hoạt động của B-52H cho đến năm 2050. Điều này đồng nghĩa với việc B-52 sẽ phục vụ trong 95 năm, một kỷ lục chưa từng có đối với bất kỳ loại máy bay nào, cả dân sự lẫn quân sự.
Không quân Hoa Kỳ (USAF) duy trì sử dụng B-52 bởi nó vẫn là một máy bay ném bom hạng nặng hiệu quả và tiết kiệm chi phí, đặc biệt phù hợp với các nhiệm vụ chống lại các quốc gia có khả năng phòng thủ hạn chế sau Chiến tranh Lạnh. Việc duy trì sử dụng B-52 còn xuất phát từ việc chưa có phương tiện thay thế đáng tin cậy. Nổi bật với khả năng "lượn vòng" trên bầu trời trong thời gian dài, B-52 có thể thực hiện tấn công chính xác từ xa và bắn đạn trực tiếp, bổ sung cho phương thức ném bom truyền thống. Nhờ những ưu điểm này, B-52 trở thành khí tài chiến lược vô cùng giá trị trong việc hỗ trợ các chiến dịch mặt đất, điển hình là Chiến dịch Tự do Iraq. Từ năm 2000 đến 2001, B-52 nổi bật với tỷ lệ sẵn sàng thực hiện nhiệm vụ cao nhất trong số ba loại máy bay ném bom hạng nặng thuộc Không quân Hoa Kỳ (USAF). Cụ thể, B-1 đạt trung bình 53,7%, B-2 Spirit chỉ đạt 30,3%, trong khi B-52 đạt tới 80,5%. Về chi phí vận hành, B-52 tiêu tốn 72.000 USD mỗi giờ bay, cao hơn B-1B (63.000 USD) nhưng lại thấp hơn đáng kể so với B-2 (135.000 USD).
Chương trình Máy bay Ném Bom Tấn công Tầm Xa (LRS-B) hướng đến mục tiêu phát triển một mẫu máy bay ném bom tàng hình thế hệ mới để thay thế cho B-52 và B-1, dự kiến bắt đầu phục vụ từ thập niên 2020. Kế hoạch sản xuất dự kiến cho chương trình này dao động từ 80 đến 100 chiếc. Hai nhà thầu chính tham gia dự án là Northrop Grumman và liên danh Boeing-Lockheed Martin đã nộp đề xuất vào năm 2014; Northrop Grumman được trao hợp đồng vào tháng 10 năm 2015.
Vào ngày 12 tháng 11 năm 2015, B-52 thực hiện các hoạt động tự do hàng hải trên Biển Đông nhằm phản ứng trước việc Trung Quốc xây dựng các đảo nhân tạo phi pháp trong khu vực. Lực lượng Trung Quốc, dựa trên tuyên bố chủ quyền phi lý trong vùng đặc quyền kinh tế 12 hải lý quanh các đảo, đã yêu cầu máy bay ném bom Mỹ rời đi. Tuy nhiên, Hoa Kỳ đã bác bỏ yêu cầu này và khẳng định quyền tự do hàng hải hợp pháp theo luật quốc tế. Tiếp đó, ngày 10 tháng 1 năm 2016, một chiếc B-52 bay qua Hàn Quốc được hộ tống bởi các máy bay F-15K của Hàn Quốc và F-16 của Mỹ. Đây là hành động đáp trả việc Triều Tiên tuyên bố thử nghiệm thành công bom khinh khí (bom H), vi phạm các nghị quyết của Hội đồng Bảo an Liên Hợp Quốc.
Ngày 9 tháng 4 năm 2016, một số máy bay ném bom B-52 đã được điều động đến Căn cứ Không quân Al Udeid tại Qatar, tham gia Chiến dịch Inherent Resolve nhằm chống lại tổ chức Nhà nước Hồi giáo tự xưng (ISIL). B-52 đảm nhiệm vai trò ném bom hạng nặng thay thế cho phi đội B-1 Lancer đã được rút khỏi khu vực vào tháng 1 năm 2016. Tháng 4 năm 2016, B-52 tiếp tục được triển khai đến Afghanistan để tham gia cuộc chiến tại đây. Bắt đầu hoạt động từ tháng 7, B-52 đã chứng minh tính linh hoạt và độ chính xác cao trong các nhiệm vụ hỗ trợ không kích tầm gần.
Ngày 7 tháng 2 năm 2018, theo tuyên bố của quân đội Hoa Kỳ, một số máy bay ném bom B-52 đã tham gia vào các cuộc tấn công của Mỹ nhằm vào lực lượng thân chính phủ Syria tại khu vực phía đông của nước này.
Năm 2021, trong chiến dịch phản công của lực lượng Taliban, một số máy bay ném bom B-52 đã được triển khai tham chiến. Năm 2022, Không quân Hoa Kỳ đã sử dụng B-52 làm bệ phóng thử nghiệm thành công tên lửa siêu thanh HAWC (Hypersonic Air-breathing Weapon Concept). Cuối tháng 10 năm 2022, ABC News đưa tin Không quân Hoa Kỳ (USAF) dự kiến triển khai sáu chiếc B-52 đến căn cứ không quân RAAF Tindal của Úc trong tương lai gần, bao gồm việc xây dựng cơ sở hạ tầng để phục vụ loại máy bay này.

## Các cải tiến trong phục vụ

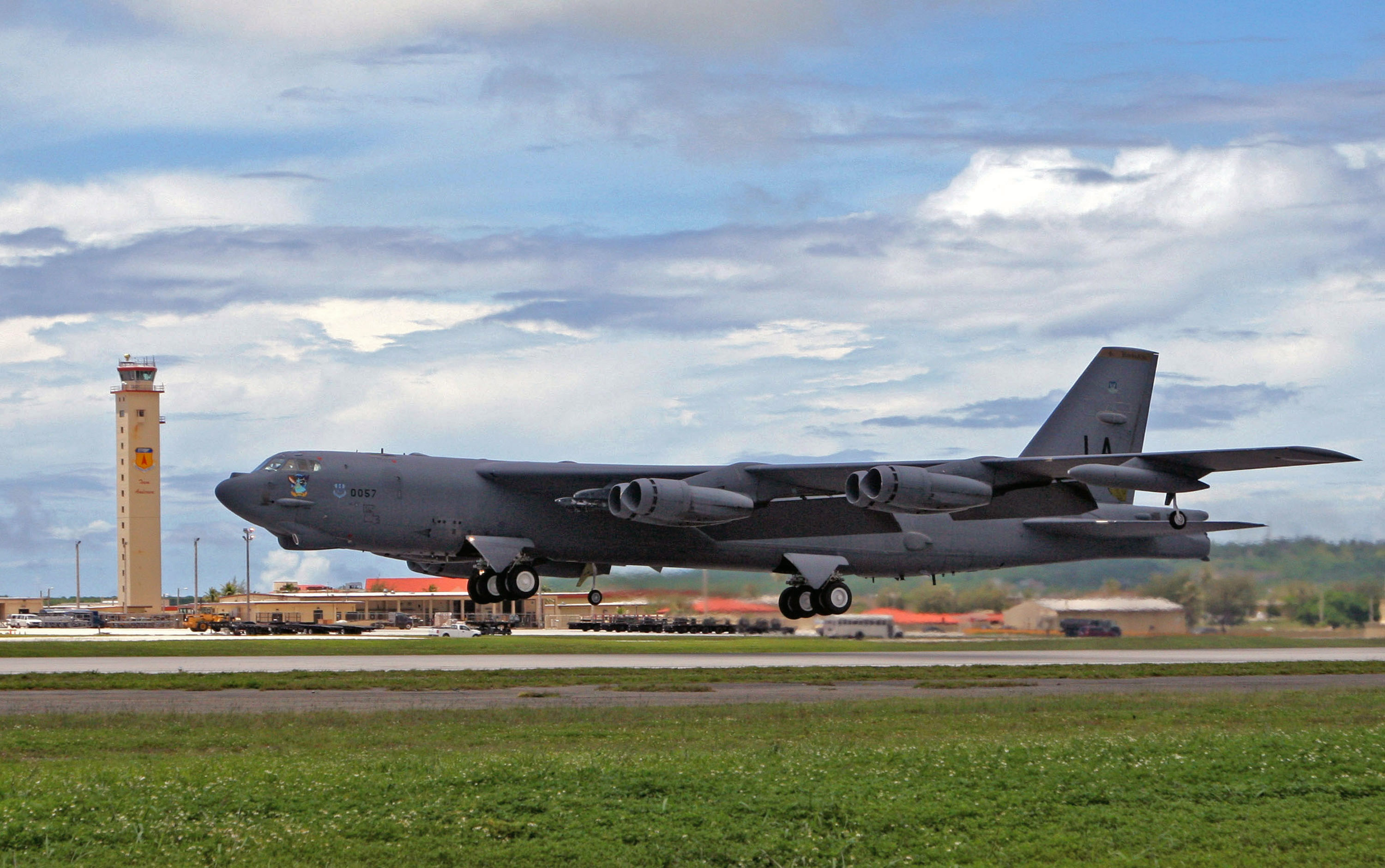
Một chiếc B-52H Stratofortress cất cánh từ Căn cứ Không quân Andersen, Guam.

Tháng 11 năm 1959, Bộ chỉ huy Không quân Chiến lược khởi sự chương trình cải tiến Big Four (còn được biết đến dưới tên Modification 1000) cho mọi chiếc B-52 đang hoạt động trừ những phiên bản B đời đầu. Bốn cải tiến đưa ra là:
1. Có khả năng hoạt động can thiệp trong mọi thời tiết ở độ cao thấp (dưới 500 ft/150 m) như là đáp ứng lại những sự tiến bộ về tên lửa phòng thủ của Liên Xô. Những phi vụ bay tầm thấp được ước tính gia tốc sự hư hại khung máy bay ít nhất theo hệ số tám lần, đòi hỏi những chi phí sửa chữa tốn kém để kéo dài thời gian hoạt động.
2. Có khả năng phóng tên lửa AGM-28 Hound Dog đầu đạn hạt nhân
3. Có khả năng phóng pháo sáng ADM-20 Quail
4. Một bộ phản công điện tử (ECM) tiên tiến

Chương trình được hoàn tất vào năm 1963 với chi phí tổng cộng 265 triệu Đô la Mỹ.
Khả năng có thể mang cho đến 20 tên lửa AGM-69 SRAM đầu đạn hạt nhân được bổ sung cho các phiên bản G và H vào năm 1971 với chi phí tổng cộng 400 triệu Đô la Mỹ.
Sự rò rỉ nhiên liệu do hỏng hóc đai siết Marman (Marman clamp) tiếp tục ảnh hưởng đến tất cả các phiên bản của B-52. Nhằm mục đích này, chiếc máy bay trải qua các chương trình Blue Band (1957), Hard Shell (1958), và cuối cùng Quick Clip (1958). Chương trình cuối gắn những đai an toàn nhằm ngăn ngừa sự mất nhiên liệu tai hại trong trường hợp hỏng đai.
Những vấn đề tiếp tục với hệ thống điện tử tiên tiến được xử lý trong chương trình Jolly Well, hoàn tất năm 1964, đã cải tiến những thành phần của máy tính dẫn đường ném bom AN/ASQ-38 và máy tính theo dõi địa hình. Nâng cấp MADREC (phát hiện và ghi nhận hỏng hóc) được trang bị cho hầu hết máy bay vào năm 1965 có thể phát hiện các hỏng hóc trong hệ thống máy tính hành trình và vũ khí, và cần thiết để theo dõi tên lửa Hound Dog. Khả năng phản công điện tử của B-52 được tăng cường bởi các chương trình Rivet Rambler (1971) và Rivet Ace (1973).
Hiện tượng giảm sức chịu đựng kim loại, bị làm trầm trọng hơn do thay đổi nhiệm vụ hoạt động ở tầm thấp, được xử lý lần đầu tiên vào những năm 1960 bởi chương trình High Stress gồm ba giai đoạn thu nạp những máy bay có 2.000 giờ bay. Nó được tiếp nối bởi một chương trình kéo dài tuổi thọ phục vụ 2.000 giờ cho một số khung máy bay chọn lọc trong giai đoạn 1966 - 1968, và chương trình Pacer Plank bọc lại vỏ máy bay rộng rãi hoàn tất vào năm 1977. Kiểu cánh ướt dùng trên phiên bản G và H càng dễ bị ảnh hưởng hơn nữa đối với hiện tượng giảm sức chịu đựng kim loại do phải chịu 60% nhiều áp lực hơn khi bay hơn kiểu cánh cũ. Cánh được cải tiến vào năm 1964 trong chương trình ECP 1050 với chi phí 219 triệu Đô la Mỹ. Nó được tiếp nối bởi việc thay thế lớp vỏ phủ thân và thay khung (ECP 1185) chi phí 50 triệu Đô la Mỹ vào năm 1966, và chương trình Gia tăng ổn định và Kiểm soát bay B-52 (ECP 1195) chi phí 69 triệu Đô la Mỹ vào năm 1967.

### Nền tảng thử nghiệm nhiên liệu thay thế
Vào tháng 9 năm 2006, B-52 trở thành một trong những máy bay quân sự Hoa Kỳ đầu tiên sử dụng một loại nhiên liệu 'thay thế'. Syntroleum, một hãng dẫn đầu về kỹ thuật Fischer-Tropsch (FT), công bố rằng loại nhiên liệu phản lực Ultra-Clean của họ đã được thử nghiệm thành công trên một chiếc B-52. Nó cất cánh từ Căn cứ Không quân Edwards với một hỗn hợp gồm phân nửa FT và phân nửa nhiên liệu phản lực thông thường JP-8 được đốt trên hai trong số tám động cơ của chiếc máy bay. Việc này đã đánh dấu lần đầu tiên loại nhiên liệu phản lực FT được thử nghiệm trên một chuyến bay quân sự biểu diễn, và là chuyến bay đầu tiên trong một loạt các chuyến bay thử nghiệm được vạch kế hoạch.
Vào ngày 15 tháng 12 năm 2006, máy bay Wise Guy số hiệu 61-0034 cất cánh từ Căn cứ Edwards với hỗn hợp nhiên liệu tổng hợp được dùng cho tất cả tám động cơ, lần đầu tiên mà một máy bay của Không quân hoàn toàn bay bằng hỗn hợp này. Chuyến bay thử nghiệm được điều khiển bởi Đại tướng Curtis Bedke, chỉ huy trưởng Trung tâm Bay thử nghiệm Edwards, lần đầu tiên trong vòng 36 năm mà chỉ huy của cơ sở thực hiện chuyến bay đầu tiên của một chương trình bay thử nghiệm. Chuyến bay kéo dài bảy giờ và đạt đến độ cao 48.000 ft, và được xem là một thành công.
Vào ngày 8 tháng 8 năm Hàng không năm 2007, người đứng đầu Bộ Không quân Hoa Kỳ là Michael Wynne chứng nhận rằng kiểu máy bay B-52H hoàn toàn được chấp nhận để sử dụng hỗn hợp FT, đánh dấu việc kết luận chính thức của chương trình thử nghiệm.
Chương trình này là một phần của Sáng kiến Đảm bảo Nhiên liệu Bộ Quốc phòng Mỹ, một nỗ lực nhằm đạt được các nguồn trong nước cho các nhu cầu về năng lượng cho quân sự. Lầu Năm Góc hy vọng giảm thiểu được việc sử dụng dầu thô từ các nhà sản xuất nước ngoài và sẽ đạt được khoảng phân nửa nhiên liệu máy bay từ các nguồn thay thế vào năm 2016. Với chiếc B-52 giờ đây được chấp nhận để sử dụng hỗn hợp FT, Không quân Mỹ sẽ dùng các quy trình thử nghiệm được phát triển trong chương trình để chứng nhận chiếc C-17 Globemaster III rồi sau đó là chiếc B-1B để sử dụng loại nhiên liệu này. Không quân dự định thử nghiện và chứng nhận mỗi loại máy bay đang có của họ để sử dụng loại nhiên liệu này vào năm 2011.

## Tương lai của B-52

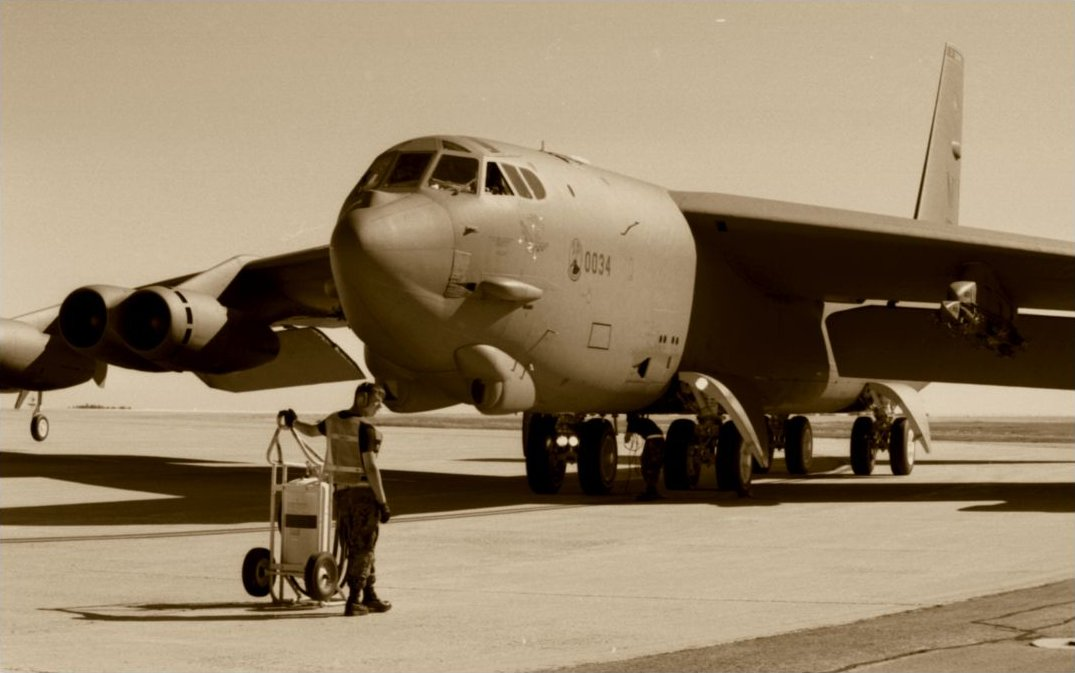
B-52H tại Căn cứ Không quân Minot, North Dakota (tháng 7 năm 2005)

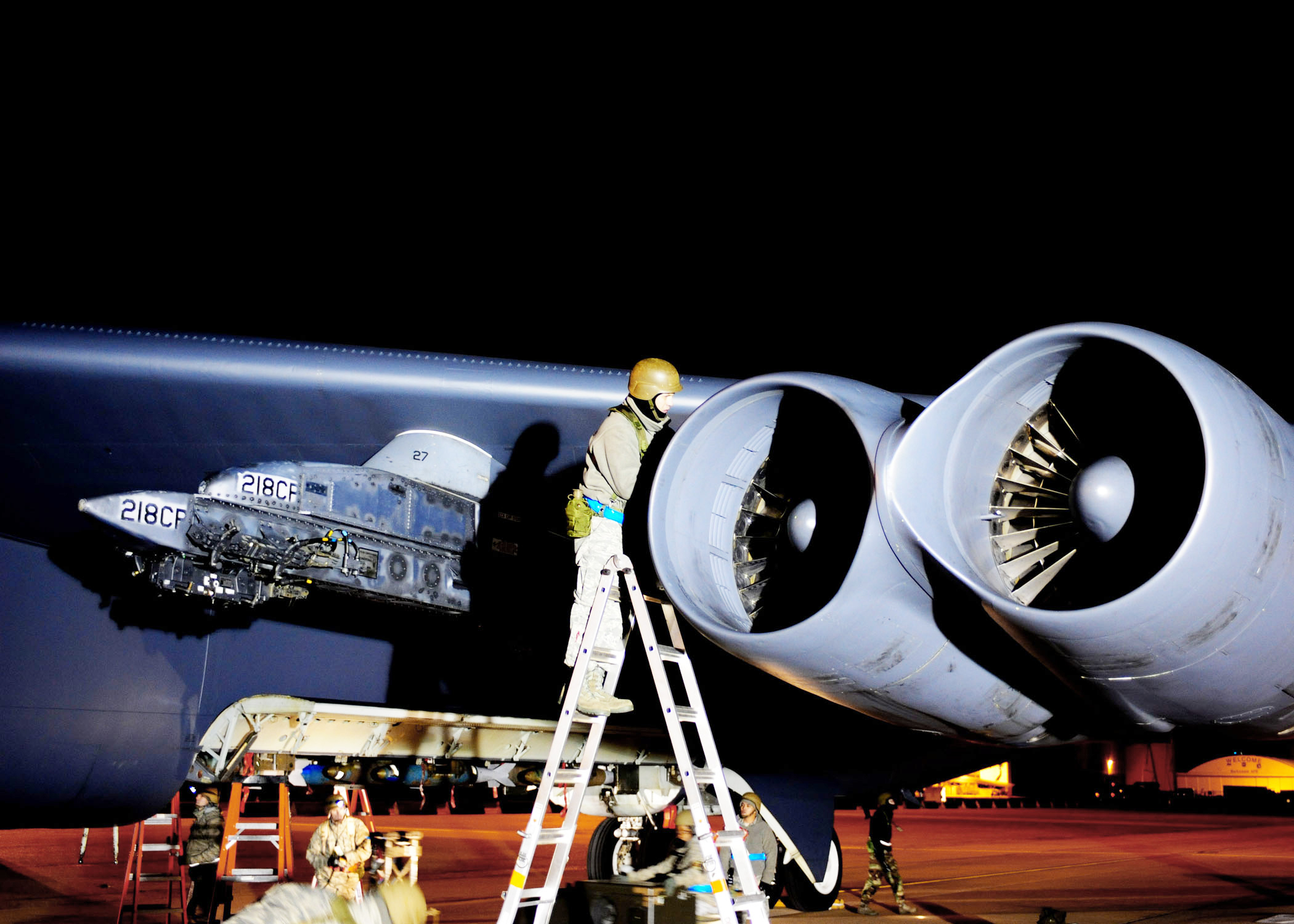
Hai động cơ của máy bay B-52 đang được bảo trì tại xưởng của hãng Boeing

Không quân Hoa Kỳ dự định giữ lại những chiếc B-52 trong phục vụ cho đến ít nhất là năm 2040, một khoảng thời gian hoạt động dài chưa từng có trong lịch sử đối với một máy bay quân sự. Đây là một điều đặc biệt đáng kể khi biết rằng chiếc B-52 cuối cùng được chế tạo là vào năm 1962. Những chiếc B-52 được định kỳ tân trang tại các kho bảo trì của Không quân Hoa Kỳ như tại Căn cứ Không quân Tinker, Oklahoma. Do đó, cho dù có tuổi thời gian cao, tuổi phục vụ hiệu quả của chúng khá "trẻ".
Không quân Hoa Kỳ tiếp tục sử dụng chiếc B-52 vì nó vẫn là kiểu máy bay ném bom hạng nặng có hiệu quả kinh tế, đặc biệt là cho kiểu những xung đột xảy ra sau thời kỳ Chiến tranh Lạnh chống lại những nước có khả năng phòng không hạn chế. Khả năng của chiếc B-52 có thể bay lâu trên chiến trường để ném các loại bom thông minh và đầu đạn bắn trực tiếp có giá trị rất lớn trong những cuộc xung đột, như trong Chiến dịch Thực thi Tự Do tại Afghanistan. Tốc độ và khả năng tàng hình của những chiếc B-1 Lancer và B-2 Spirit chỉ thực sự hữu ích cho đến khi hệ thống phòng không đối phương bị tiêu diệt, một nhiệm vụ thường đạt được một cánh nhanh chóng trong các cuộc xung đột gần đây. Chiếc B-52 cũng đạt được tỉ lệ thời gian sẵn sàng chiến đấu cao nhất trong số ba kiểu máy bay ném bom hạng nặng đang được Không quân Hoa Kỳ sử dụng. Trong khi chiếc B-1 đạt được tỉ lệ thời gian trung bình là 53% và chiếc B-2 đạt được 26% , thì chiếc B-52 đạt trung bình đến 80%.
Boeing đã đề nghị tái trang bị đội máy bay B-52H với kiểu động cơ mới Rolls-Royce RB211 534E-4, theo đó tám động cơ Pratt & Whitney TF33 (lực đẩy tổng cộng 8 × 17.000 lbf hoặc 75,6 kN) sẽ được thay thế bằng bốn động cơ Rolls-Royce RB211 (lực đẩy tổng cộng 4 × 37.400 lbf hoặc 166,4 kN). Các động cơ Rolls-Royce sẽ giúp nâng tầm bay và tải trọng của đội máy bay đồng thời giảm lượng nhiên liệu tiêu thụ. Tuy nhiên, chi phí của dự án sẽ rất đáng kể. Sẽ phải chi phí khoảng 2,56 tỷ đô la Mỹ (36 triệu × 71 máy bay). Một nghiên cứu của Văn phòng Tổng kiểm toán Quốc gia về đề xuất này kết luận rằng các khoảng tiết kiệm do Boeing ước tính trị giá 4,7 tỷ đô la Mỹ là không thực tế. Ho khám phá ra rằng Không quân sẽ phải chi phí 1,3 tỷ đô la Mỹ để duy trì các động cơ hiện tại. Điều này đã đưa đến những tranh luận sau đó trong một báo cáo của Ủy ban Khoa học Quốc phòng năm 2003 và được sửa đổi năm 2004 tìm thấy nhiều sai lầm trong sự đánh giá trước đây đối với đề nghị của Boeing, và thúc đẩy Không quân nên thay đổi động cơ không nên trì hoãn. Hơn nữa, báo cáo của Ủy ban nhấn mạnh rằng chương trình sẽ giúp tiết kiệm ngân quỹ đáng kể, giảm thải khí gây hiệu ứng nhà kính, gia tăng tầm bay của và sức chịu đựng của chiếc máy bay, lặp lại những kết luận của một chương trình nghiên cứu chính thức từ ngân quỹ của Quốc hội Mỹ trị giá 3 triệu Đô la Mỹ thực hiện vào năm 2003.

## Các phiên bản

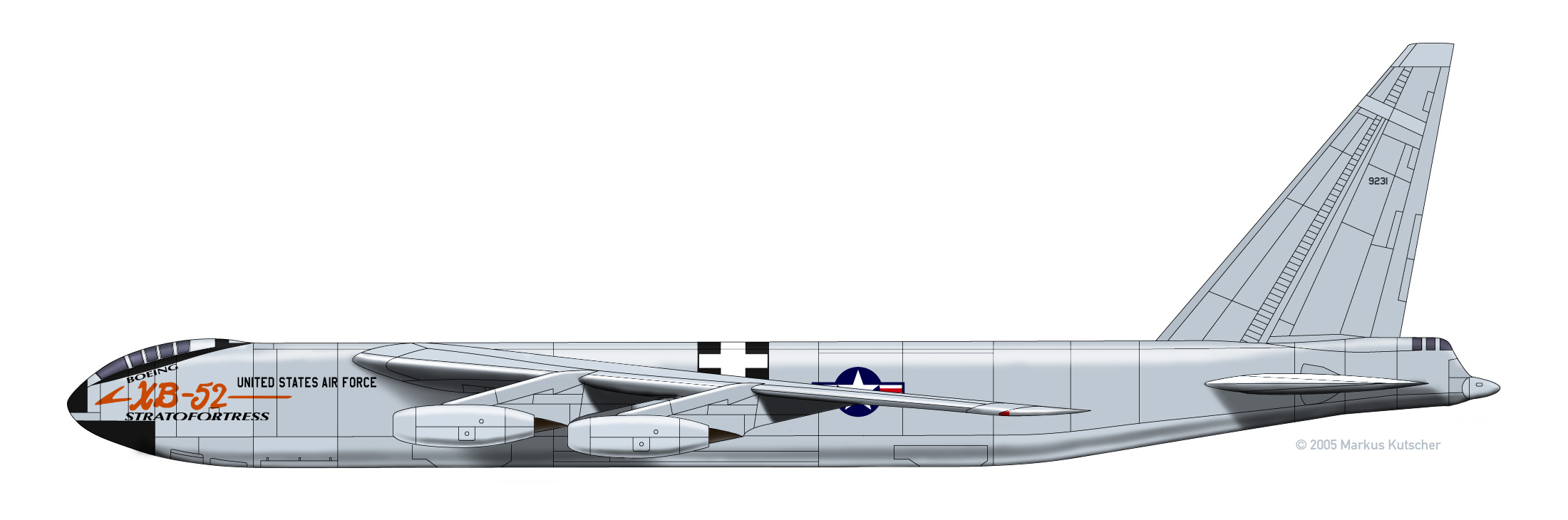
XB-52

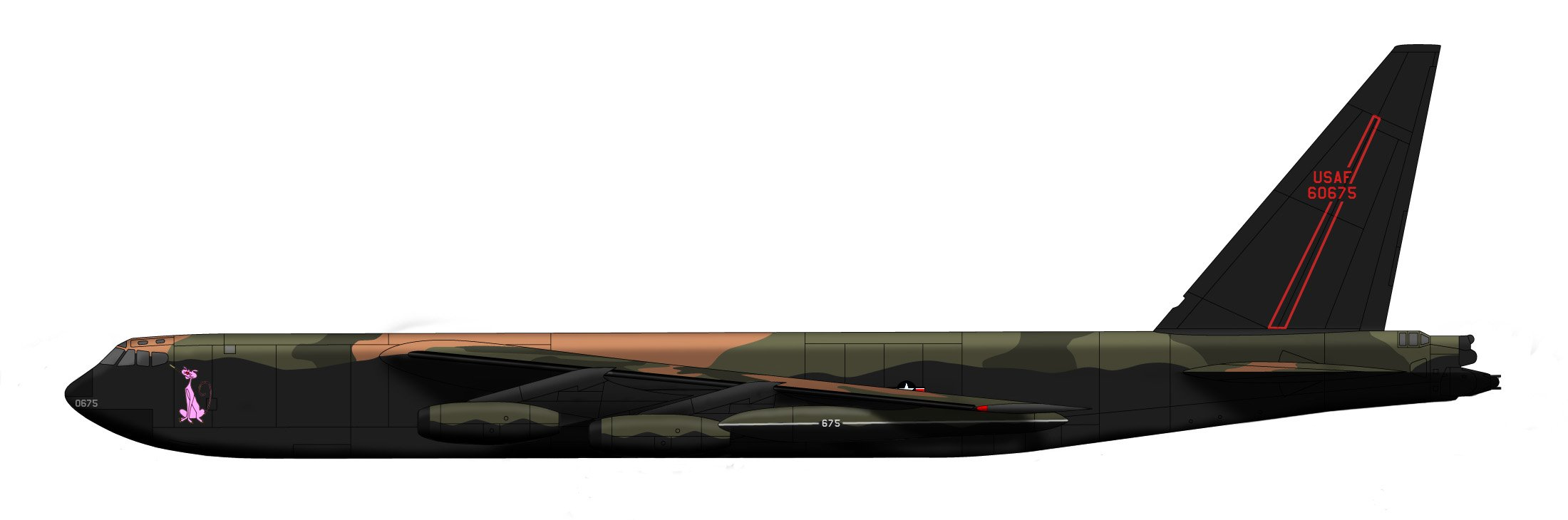
B-52D

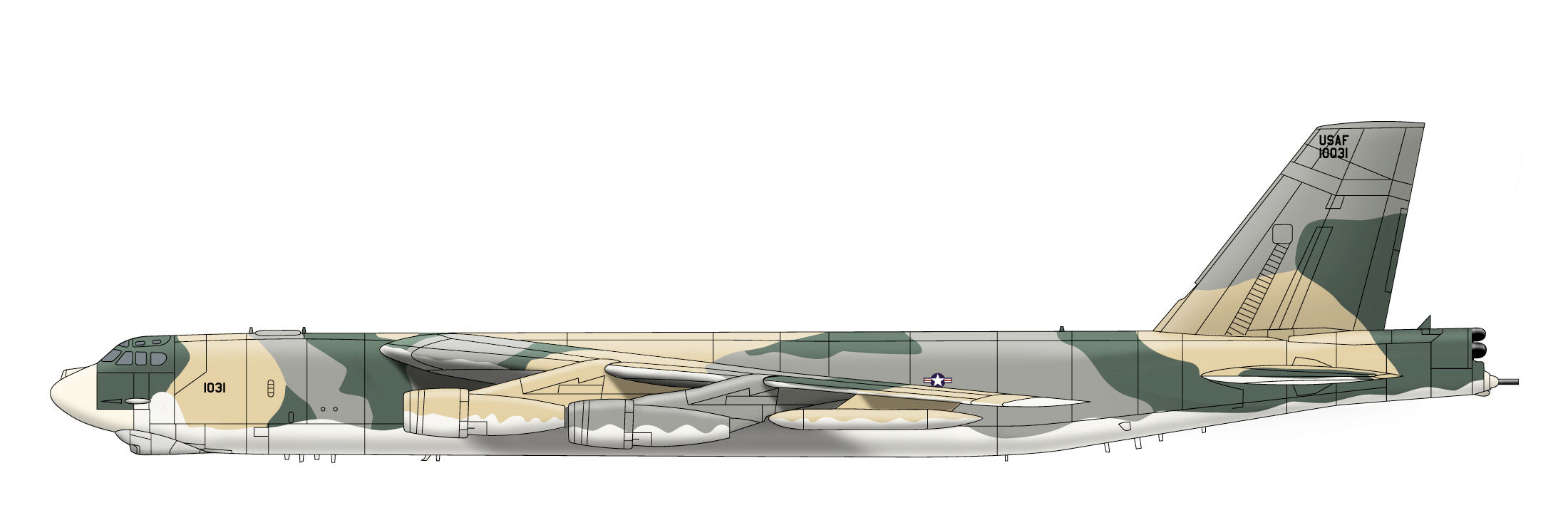
B-52H

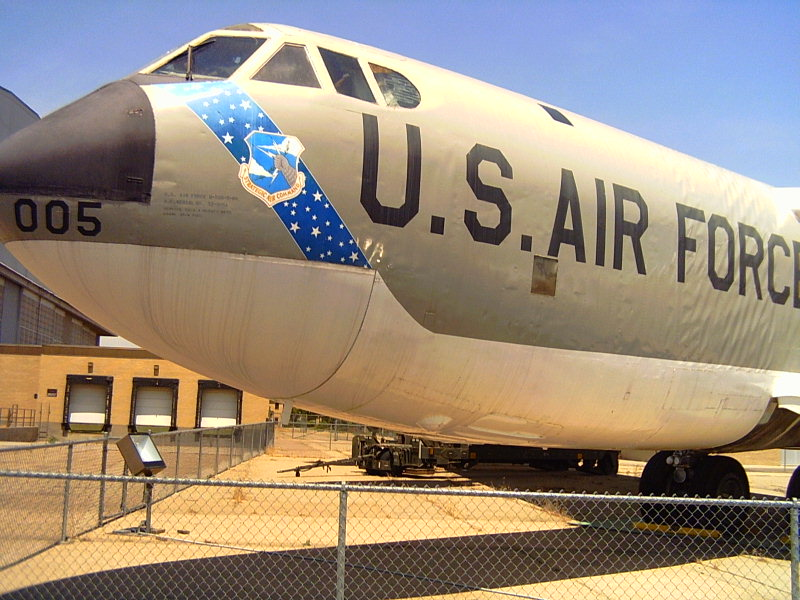
Chiếc RB-52B được cải biến thành chiếc B-52B Balls 5 tại Bảo tàng Hàng không và Không gian Wings Over the Rockies.

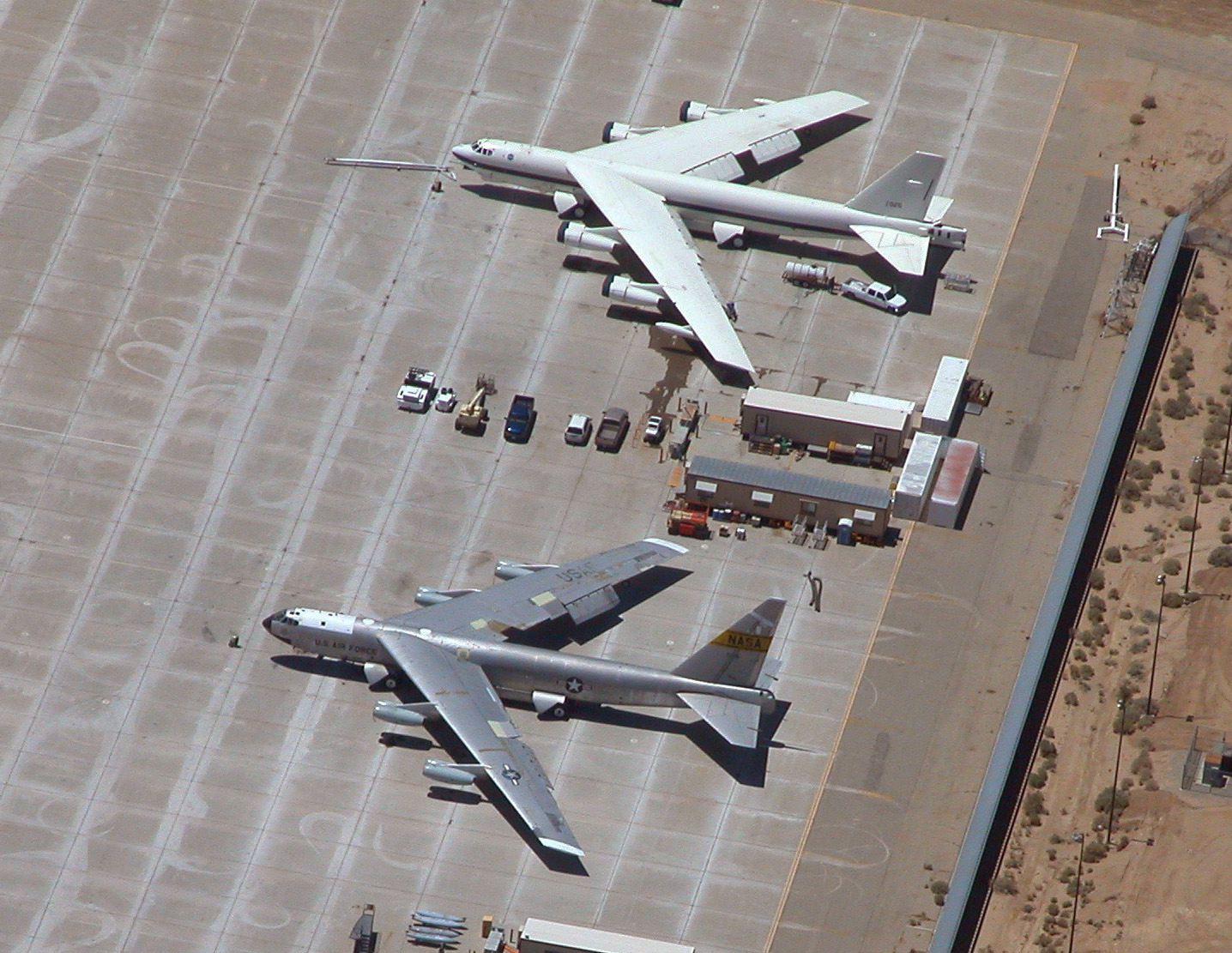
Chiếc NB-52B Balls 8 của NASA (dưới thấp) và chiếc thay thế cho nó B-52H tại Căn cứ Không quân Edwards.

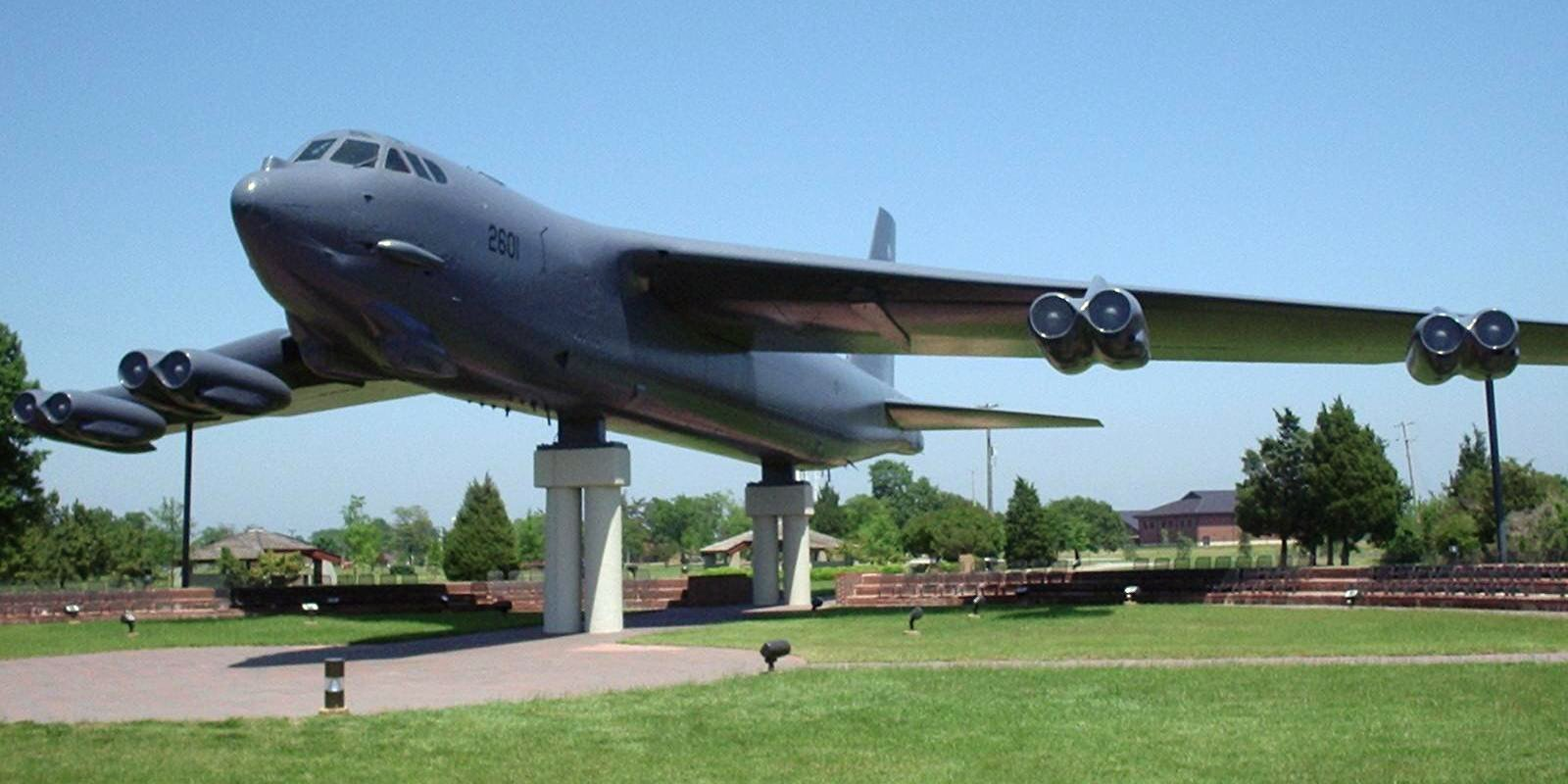
Chiếc B-52G đang được trưng bày tại Căn cứ Không quân Langley, Hampton, Virginia.

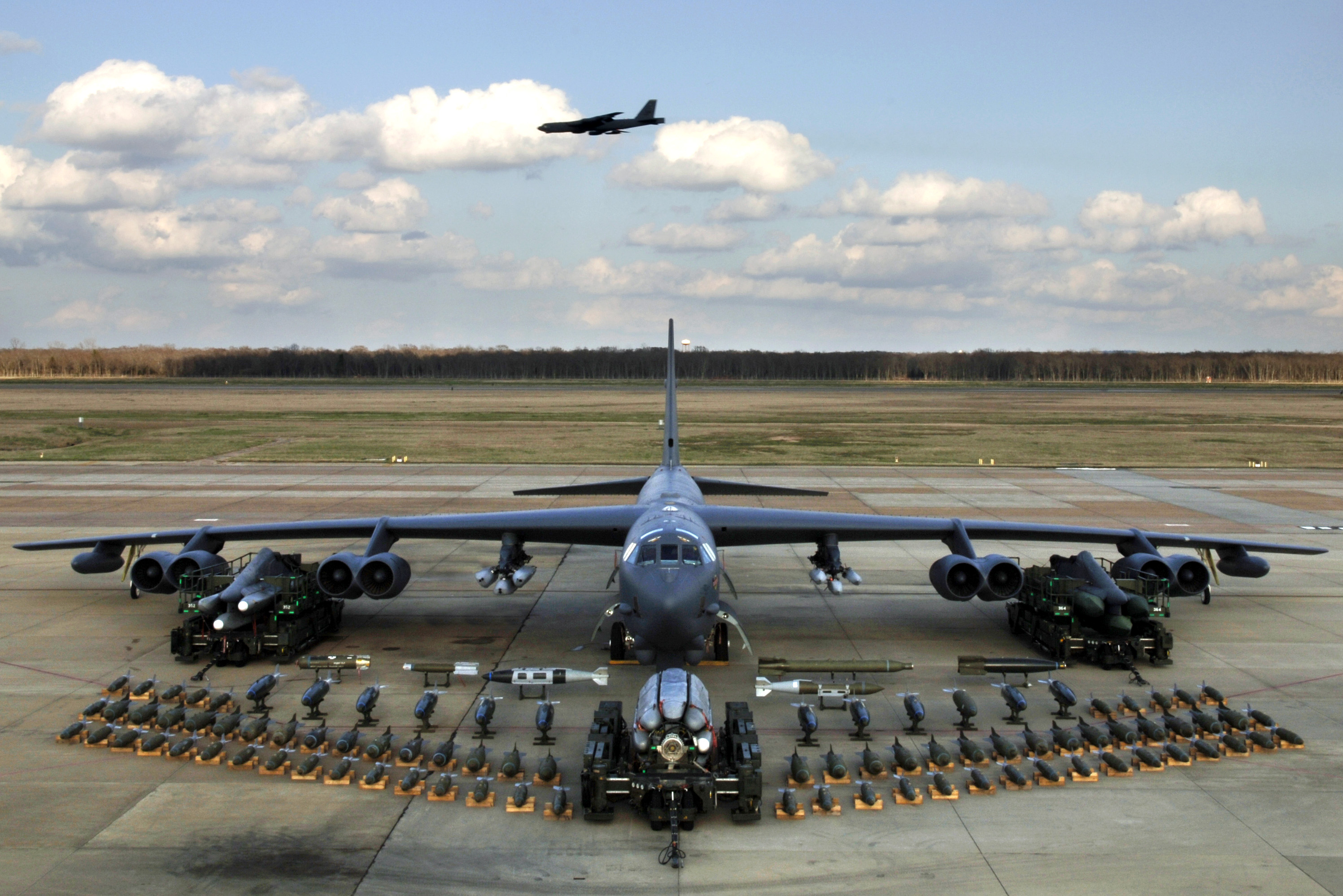
Boeing B-52H triển lãm cùng vũ khí, Căn cứ Không quân Barksdale, 2006

Nguồn:
B-52A
Phiên bản sản xuất đầu tiên, có ba chiếc được chế tạo, tất cả đều được cho Boeing mượn để bay thử nghiệm.
B-52A
Chiếc B-52A cuối cùng (số hiệu 52-0003) được cải tiến vào năm 1959 để mang được một chiếc North American X-15 với chi phí là 2 triệu Đô la Mỹ. Một đế được gắn thêm bên dưới cánh phải giữa thân máy bay và cặp động cơ phía trong, và một phần của cánh nắp kích thước 1,8 x 2,4 m (6 x 8 ft) được tháo bỏ khỏi cánh phải dành chỗ cho đuôi của chiếc X-15. Các thùng chứa oxygen lỏng được gắn trong khoang bom để nạp nhiên liệu cho chiếc X-15 trước khi cất cánh. Chuyến bay đầu tiên của chiếc X-15 được thực hiện vào ngày 10 tháng 3 năm 1959, và chiếc NB-52A đã mang chiếc X-15 tổng cộng 59 lần trong tổng số 199 chuyến bay của chương trình thử nghiệm này.
B-52B
Phiên bản có động cơ và thiết bị điện tử được nâng cấp. Trong số 50 chiếc được chế tạo, 27 chiếc có khả năng mang một cụm trinh sát hình ảnh thành phiên bản RB-52B (đội bay được tăng lên tám thành viên trên những máy bay này). Bảy chiếc B-52B được nâng cấp lên tiêu chuẩn B-52C trong Kế hoạch Sunflower.
RB-52B
Máy bay ném bom B-52B có khả năng mang một cụm trinh sát hình ảnh. Cụm cân nặng 300 lb (136 kg) này chứa các bộ thu sóng radio, phối hợp các máy ảnh K-36, K-38 vàT-11, và do hai thành viện đội bay điều khiển ngồi trên những ghế phóng hướng xuống dưới. Chỉ mất bốn giờ để gắn cụm này.
NB-52B
Chiếc B-52B số hiệu 52-0008 được cải biến thành nền tảng để phóng chiếc X-15 với chi phí là 2 triệu Đô la Mỹ. Sau đó nó bay như là chiếc "Balls 8" nổi tiếng hỗ trợ các nghiên cứu của NASA cho đến ngày 17 tháng 12 năm 2004, trở thành chiếc B-52B được bay cũ nhất. Nó được thay thế bởi một chiếc B-52H cải biến.
B-52C
Phiên bản có tải trọng chung gia tăng thêm 13.605 kg (30.000 lb), gia tăng trữ lượng nhiên liệu, thùng nhiên liệu dưới cánh lớn hơn, sơn màu trắng chống lóe. Được đưa vào hoạt động từ tháng 6 năm 1956, có 35 chiếc được chế tạo.
RB-52C
Mọi chiếc thuộc phiên bản B-52C đều có thể cải biến cho nhiệm vụ trinh sát theo cách tương tự như kiểu RB-52B.
B-52D
Máy bay ném bom tầm xa chuyên dụng không có khả năng trinh sát, được cải biến để mang được tải trọng bom thông thường nặng hơn dùng để ném bom rải thảm tại Việt Nam. Mặt dưới máy bay được sơn đen để chống lại đèn pha tìm kiếm. Được đưa vào hoạt động từ tháng 12 năm 1956, có 170 chiếc B-52D được chế tạo.
B-52E
Phiên bản được nâng cấp thiết bị điện tử và hệ thống dẫn đường ném bom, được đưa vào hoạt động từ tháng 12 năm 1957, có 100 chiếc được chế tạo.
NB-52E
Một chiếc (số hiệu 56-0632) được cải biến thành máy bay thử nghiệm cho nhiều hệ thống khác nhau của B-52 với chi phí 6,02 triệu đô la Mỹ. Chiếc máy bay được trang bị cánh mũi và một hệ thống LAMS (Load Alleviation and Mode Stabilization) giúp làm giảm nhẹ hiện tượng giảm sức chịu đựng kim loại của khung máy bay do gió xoáy khi bay tầm thấp. Trong một thử nghiệm, chiếc máy bay đạt được tốc độ 18,5 km/h (10 hải lý mỗi giờ; 11,5 dặm mỗi giờ) nhanh hơn mà không có bất cứ tổn hại nào vì cánh mũi đã loại trừ được 30% rung động đứng và 50% rung động ngang gây ra do gió xoáy.
B-52F
Trang bị động cơ J57-P-43W với hệ thống phun nước động cơ dung lượng lớn hơn và máy phát điện mới, đưa vào hoạt động từ tháng 6 năm 1958, có 89 chiếc được chế tạo.
B-52G
Phiên bản B-52G được đề nghị để kéo dài vòng đời phục vụ của chiếc B-52 do sự chậm trễ trong chương trình phát triển chiếc B-58 Hustler. Ban đầu, một sự thiết kế lại tận gốc được đưa ra với kiểu cánh hoàn toàn mới và kiểu động cơ Pratt & Whitney J75. Điều này bị bác bỏ để tránh làm chậm trễ việc sản xuất, cho dù một số thay đổi được áp dụng. Thay đổi đáng kể nhất trong số đó là kiểu "cánh ướt" hoàn toàn mới có các thùng nhiên liệu tích hợp bên trong làm gia tăng đáng kể trữ lượng nhiên liệu. Trọng lượng toàn thể chiếc máy bay được tăng thêm 17.235 kg (38.000 lb) so với các phiên bản trước. Thêm vào đó, một cặp thùng nhiên liệu bên ngoài 2.650 L (700 US gal) được lắp dưới cánh. Kiểu cánh tà thông thường trên cánh cũng được thay thế bằng tấm lái ngang để điều khiển việc lộn vòng. Cánh đuôi được cắt ngắn 2,4 m (8 ft), hệ thống phun nước động cơ dung lượng tăng lên 4.540 L (1.200 US gal), và vòm radar mũi được mở rộng. Xạ thủ súng đuôi được trang bị ghế phóng và được bố trí về buồng lái chính. Mô phỏng khái niệm "Trạm chiến đấu" (Battle Station), đội bay tấn công (gồm phi công, phi công phụ, và hai sĩ quan vận hành hệ thống dẫn đường ném bom ở tầng dưới) ngồi hướng ra phía trước, trong khi đội bay phòng thủ (xạ thủ súng và sĩ quan vận hành phản công điện tử) ở tầng trên ngồi hướng ra phía sau. Kiểu B-52G được đưa vào sử dụng từ ngày 13 tháng 2 năm 1959,, có 193 chiếc được chế tạo. Hầu hết những chiếc B-52G đã bị phá hủy cho phù hợp với Hiệp ước Cắt giảm Vũ khí Chiến lược START I năm 1992. Một vài khung máy bay còn được giữ lại và trưng bày tại các bảo tàng hay các căn cứ không quân.
B-52H
Có cùng sự thay đổi về đội bay và cấu trúc như phiên bản B-52G. Nâng cấp đáng kể nhất là chuyển sang kiểu động cơ turbo quạt ép TF33-P-3, cho dù có những vấn đề ban đầu về độ tin cậy (được sửa chữa bằng chương trình Hot Fan năm 1964), đã cung cấp tính năng bay tốt hơn đáng kể và hiệu quả hơn về nhiên liệu so với kiểu động cơ turbo phản lực J57. Hệ thống điện tử và hệ thống phản công điện tử (ECM) được cập nhật, một hệ thống kiểm soát hỏa lực mới được trang bị, và vũ khí phòng thủ phía sau được thay đổi từ súng máy sang một khẩu pháo M61 Vulcan 20 mm. Nó có khả năng mang bốn tên lửa đạn đạo AGM-48 Skybolt. Chuyến bay đầu tiên diễn ra vào ngày 10 tháng 7 năm 1960, được đưa vào hoạt động ngày 9 tháng 5 năm 1961, có 102 chiếc được chế tạo. Phiên bản 'H' là kiểu duy nhất còn đang được sử dụng.
Có tổng cộng 744 chiếc B-52 được chế tạo. Chiếc cuối cùng, một chiếc B-52H số hiệu 61-0040, rời nhà máy vào ngày 26 tháng 10 năm 1962.

## Đặc điểm kỹ thuật (B-52H)

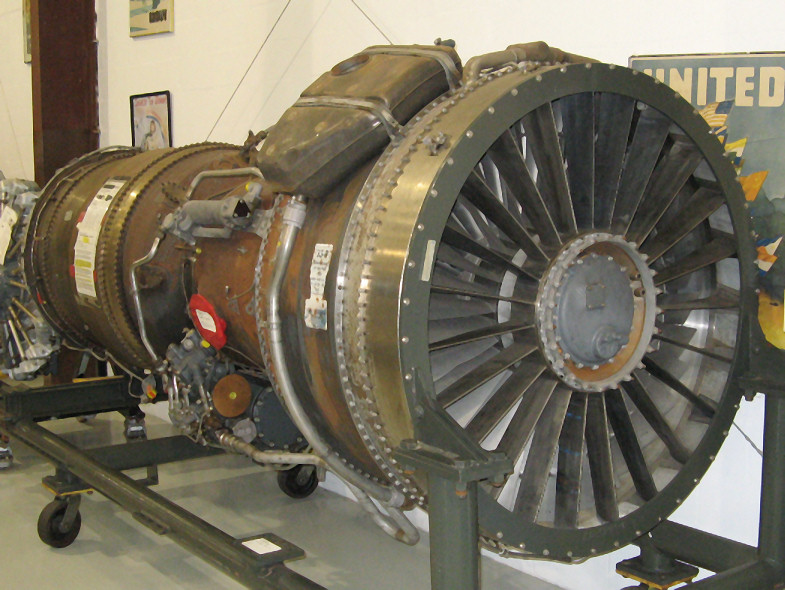
Động cơ Pratt & Whitney TF33

Tham khảo: Quest for Performance

### Đặc tính chung
- Đội bay: 05 người (phi công, phi công phụ, sĩ quan radar/ném bom, hoa tiêu, và sĩ quan chiến tranh điện tử; xạ thủ không còn trong biên chế đội bay)
- Chiều dài: 48,5 m (159 ft 4 in)
- Sải cánh: 56,4 m (185 ft 0 in)
- Chiều cao: 12,4 m (40 ft 8 in)
- Diện tích bề mặt cánh: 370 m² (4.000 ft²)
- Kiểu cánh: NACA 63A219.3 mod root, NACA 65A209.5 tip
- Lực nâng của cánh: 150 kg/m² (30 lb/ft²)
- Trọng lượng không tải: 83.250 kg (185.000 lb)
- Trọng lượng có tải: 120.000 kg (265.000 lb)
- Trọng lượng cất cánh tối đa: 220.000 kg (488.000 lb)
- Nhiên liệu dự trữ: 181.725 L (47.975 US gal)
- Động cơ: 8 x động cơ Pratt & Whitney TF33-P-3/103 turbo quạt ép, công suất mỗi động cơ 17.000 lbf (76 kN)

### Đặc tính bay
- Tốc độ lớn nhất: 1.000 km/h (560 knot, 650 mph)
- Bán kính chiến đấu: 14.720 km (3.890 nm, 4.480 mi)
- Tầm bay tối đa: 16.000 km (9.560 nm, 11.000 mi)
- Trần bay: 17.000 m (55.773 ft)
- Tốc độ lên cao: 31,85 m/s (6.270 ft/min)[69]
- Tỉ lệ lực đẩy/khối lượng: 0,51

### Vũ khí
- 1 pháo M61 Vulcan 20 mm trong tháp pháo đuôi điều khiển từ xa, đã được gỡ bỏ trên tất cả các chiếc đang hoạt động
- Chở đến 33.200 kg (60.000 lb) bom, tên lửa, mìn các loại

## Tai nạn
- Vào ngày 24 tháng 6, chiếc B-52H (số đuôi 61-0026, ký hiệu "Czar 52") thuộc Phi đoàn ném bom số 319 ngoài khơi Grand Forks AFB , North Dakota đã bị rơi tại Fairchild AFB, Washington, trong khi luyện tập cho một triển lãm hàng không. Khi máy bay đang thực hiện động tác "quay vòng", 3/4 quãng đường rẽ, máy bay nghiêng 90 độ, chòng chành, cắt vào đường dây điện ở cánh trái và bị rơi. Cả bốn thành viên phi hành đoàn đều thiệt mạng trong vụ tai nạn.
- Ngày 21 tháng 7 năm 2008, khi đang trên đường tham gia buổi biểu diễn chào mừng Lễ kỷ niệm Ngày Tự do tại đảo Guam một chiếc B-52 đã bị rơi cách Apra Harbor, Guam 50 km khiến toàn bộ phi hành đoàn 6 người trên máy bay bị thiệt mạng[70].
- Ngày 16 tháng 10 năm 1984, một chiếc máy bay ném bom B-52G thuộc Căn cứ Không quân Fairchild, Spokane, Washington đã gặp nạn và rơi tại Hunts Mesa, Công viên Bộ lạc người Navajo ở Thung lũng Monument.[71][72] Năm trong số bảy thành viên phi hành đoàn đã kịp thời thoát ra ngoài và sống sót sau vụ tai nạn.[72][73] Thật không may, Trung sĩ David Felix và Đại tá William Ivy đã thiệt mạng.[74][75]
- Ngày 24 tháng 6 năm 1994, chiếc máy bay ném bom B-52H mang tên "Czar 52", số hiệu 61-0026, đã gặp nạn tại Căn cứ Không quân Fairchild, Washington trong khi đang luyện tập cho một triển lãm hàng không. Vụ tai nạn thương tâm này đã cướp đi sinh mạng của cả bốn thành viên phi hành đoàn.[76]
- Ngày 21 tháng 7 năm 2008, một chiếc máy bay ném bom B-52H mang tên "Raidr 21", số hiệu 60-0053, đang thực hiện nhiệm vụ từ Căn cứ Không quân Barksdale, Louisiana đến Căn cứ Không quân Andersen, Guam, đã gặp nạn và rơi xuống cách bờ biển Guam khoảng 40 km. Vụ tai nạn thương tâm này đã cướp đi sinh mạng của cả 6 thành viên phi hành đoàn.[77]

## Xuất hiện trên các phương tiện truyền thông
Trên màn ảnh, B-52 thường được miêu tả như một biểu tượng cho sức mạnh hủy diệt. Trong phim "Dr. Strangelove hay: How I Learned to Stop Worrying and Love the Bomb" (1964) của đạo diễn Stanley Kubrick, chiếc B-52 mang vũ khí hạt nhân đóng vai trò trung tâm, châm biếm cuộc chiến tranh Lạnh và nguy cơ hủy diệt toàn cầu. Tuy nhiên, B-52 cũng xuất hiện với hình ảnh hài hước trong một số tác phẩm. Ví dụ, trong phim hoạt hình "The Simpsons", B-52 được sử dụng như một phương tiện di chuyển cho gia đình Simpson.
B-52 còn len lỏi vào cả thời trang. Kiểu tóc tổ ong thịnh hành vào thập niên 1960 còn được gọi là B-52 bởi hình dạng tương tự phần mũi đặc biệt của chiếc máy bay này. Trong âm nhạc, B-52 là tên của một ban nhạc rock Mỹ nổi tiếng thành lập vào năm 1978.

## Nội dung liên quan

### Máy bay liên quan
- B-47 Stratojet

### Máy bay tương tự
- Convair YB-60
- Tupolev Tu-95 'Bear'
- B-47 Stratojet
- Avro Vulcan

### Trình tự thiết kế
- Không quân: YB-49 - B-50 - XB-51 - B-52 - XB-53 - B-54 - XB-55
- Boeing: 345 - 367 - 377 - 464 - 701 - 707 - 717

### Danh sách liên quan
- Danh sách máy bay chiến đấu
- Danh sách máy bay quân sự Hoa Kỳ